# 아이작 아시모프
아이작 아시모프(영어: Isaac Asimov, 영어 발음: /ˈaɪzək ˈæzɪmɒv/, 1920년 1월 2일(추정) ~ 1992년 4월 6일)는 소련 출신 미국의 과학 소설가, 저술가, 보스턴 대학교의 생화학 교수이다. 아시모프는 죽기 전까지 500권 이상의 책을 쓰고 다듬어 로버트 A. 하인라인, 아서 C. 클라크와 함께 SF계의 "삼대 거장"(Big Three)으로 간주된다. 9만여 개의 편지와 엽서를 쓰고 받기도 했는데, 과학소설뿐만 아니라 미스터리와 판타지 등의 장르의 소설도 썼다.
아시모프의 가장 유명한 작품은 《파운데이션 시리즈》로, 이 중 첫 세 권은 1966년에 "역대 최고의 시리즈"로 여겨지며 휴고상을 받았다. 그의 또 다른 대표적인 작품으로는 《은하 제국 시리즈》(영어: Galactic Empire series)와 《로봇 시리즈》 등이 꼽힌다. 은하 제국 시리즈는 파운데이션 시리즈와 같은 세계관의 과거 내용들을, 《파운데이션과 지구》(1986)와 로봇 시리즈로 파운데이션의 미래 내용을 담고 있다. 그 외에도 그는 화학, 천문학, 수학, 역사, 해석 글과 문학평론 등의 분야에서 380권이 넘는 책을 썼으며, 그는 폴 프렌치(영어: Paul French)라는 필명으로 《럭키 스타 시리즈》(Lucky Starr series)를 쓰기도 하였다.
아시모프는 미국 인문주의 협회(영어: American Humanist Association, AHA)의 회장이기도 하였다. 1992년에 그가 사망한 이후로 소행성의 이름을 "5020 아시모프"(5020 Asimov)로, 화성의 충돌구 이름을 "아시모프 충돌구"(Asimov Crater)로, 브루클린의 한 초등학교의 이름도 아시모프의 이름을 따서 지었고, 혼다에서 제작한 로봇의 이름도 "아시모"로 지어지는 등 여러 기념을 받았다.

## 성과 이름
| “ | 아주 간단한 영어 단어 세 개가 있다. 그것은 'Has'와 'Him'과 'of'이다. 그리고 앞 두 단어의 h만 빼면 아시모프가 된다. | ” |
|   | — 아이작 아시모프, 1979년                                                                                          |   |

"아시모프"는 고조부의 '-ov'라는 부칭과 겨울 곡물을 뜻하는 오지미예 칼렙(ozímyj khleb, озимый хлеб)에서 유래되었고, 키릴 문자로는 'Азимов'로 썼다. 1923년, 가족들이 미국에 도착하여 라틴 알파벳으로 성을 써야 했는데, 아버지는 라틴 알파벳이 독일어처럼 S가 'Z' 발음이라 생각하여 라틴 알파벳으로 아시모프는 'Asimov'가 되었다. 아버지의 이러한 선택은 아시모프의 단편 소설 중 하나인 《내 이름을 S로 써라》(Spell My Name with an S)의 영감이 되었다.
그의 이름은 외할아버지인 아이작 버만(Isaac Berman)의 이름을 따서 지어졌다.

## 생애
| “ | 나는 좋은 삶을 살았고, 원하는 모든 것을 이루었으며, 기대했던 것보다 더 많은 것을 할 권리가 있었다. | ” |
|   | — 아이작 아시모프, 1990년                                                                          |   |

### 생애 초기
아시모프는 소비에트 연방, 러시아 소비에트 연방 사회주의 공화국 스몰렌스크 현 페트로비치(Петровичи)에서 아버지 유다 아지모프(Юда Аронович Азимов)와 어머니 안나라힐 베르만(Анна-Рахиль Исааковна Берман) 부부의 아들로 이사크 아지모프(Исаак Юдович Азимов)이라는 이름으로 태어났다. 그는 이후 자신의 생일이 1919년 10월 4일부터 1920년 1월 2일 사이라고 말했고, 기념은 1월 2일에 했다. 그는 그의 아버지에 대해 "유대교 정통파임에도 마음속으로는 그렇지 않았고 모든 행동에 규정된 기도를 하지 않았으며 나에게 가르치려고 하지도 않았다."라고 말했다.
1921년에 페트로비치에서 아시모프를 포함한 16명의 어린이들이 폐렴에 걸렸는데, 이후 아시모프를 제외하고 모두 사망했다. 그리고 1922년에 그의 여동생인 마르시아(Marcia, 1922년 6월 17일 ~ 2011년 4월 2일)가 태어났는데, 마르시아는 후에 뉴스데이의 부사장이 된다. 1929년에는 남동생 스탠리(Stanley, 1929년 7월 25일 ~ 1995년 8월 16일)가 태어났다.
그가 3살이던 1923년 2월 3일, 그는 가족과 함께 발트해 RMS를 타고 리버풀을 거쳐 미국 뉴욕 브루클린에 도착하여 그곳으로 이주했다. 그곳에서 부모님은 이디시어와 영어 모두 사용하여 그는 이후로도 두 언어 모두 유창하게 사용했다. 5살 때는 책을 읽기 시작했으며, 그의 어머니는 그가 1919년 9월 7일 태어났다고 말해 1년 일찍 학교에 입학시켰다. 3년 후에 그는 자신의 생일이 1월 2일이라고 주장했고, 1928년에 8살의 나이로 미국 시민이 되어 귀화했다.
9살 때, SF 잡지 《어메이징 스토리》는 그가 SF 팬이 되는 계기가 되었다. 아버지가 경영하는 사탕상점에는 펄프 매거진이 놓여져 있었으며, 아버지는 아시모프가 이것들에 관심을 가지지 못하도록 읽지 못하게 하였다. 그래서 아시모프는 잡지 이름에 "science (과학)"라는 단어가 포함되기 때문에 교육적인 것이라고 아버지를 설득하여, 그의 승낙을 얻는 데 성공했다.

### 교육

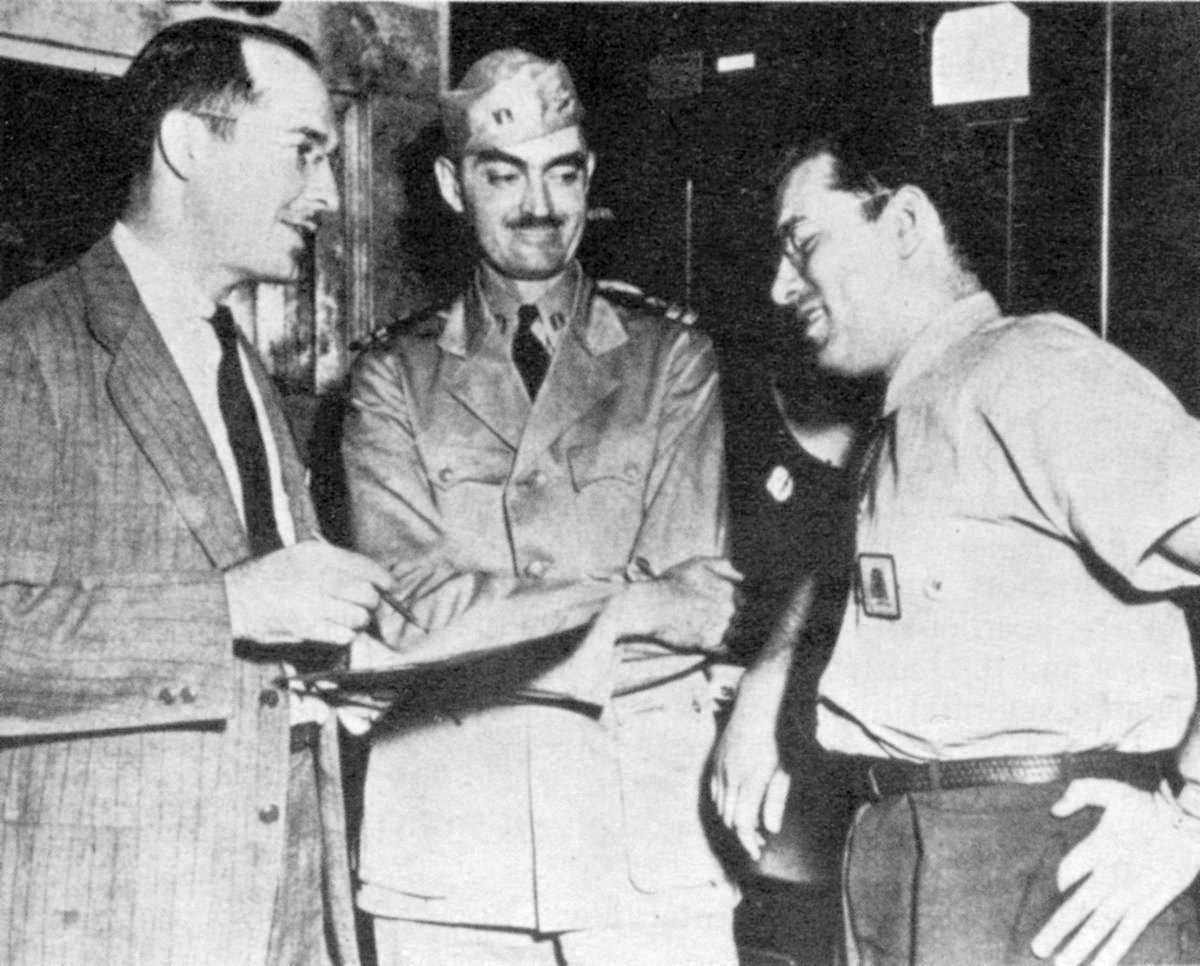
1944년에 로버트 A. 하인라인(왼쪽)과 L. 스프라그 드 캠프(가운데), 아이작 아시모프(오른쪽)

아시모프는 5살 때부터 브루클린에서 학교를 다녔다. 집은 부자가 아니었지만 학업 성적은 우수했고, 공립학교와 고등학교를 월반으로 졸업했다. 1935년에 15세의 나이에 컬럼비아 대학에 입학하였는데, 그곳에서 유대인과 이탈리아계 미국인들은 다른 학생들보다 차별받고 일부 자격을 박탈당했다. 원래 동물학을 전공했던 아시모프는 길고양이를 해부하는 것이 마음에 들지 않아 1학기가 끝난 후, 화학으로 전공을 변경했다.
1938년에 의과대학에서 두 차례나 거절당한 아시모프는 1939년에 컬럼비아 대학교 화학 대학원에 지원했으나, 이번 역시 거절당했다. 이후 수습 기간 동안만 받는다는 조건으로, 1948년에 화학 석사 학위를, 1948년에 박사 학위를 받았다. 이러한 공부를 하는 동안, 그는 프랑스어와 독일어도 공부했다.
제2차 세계대전의 발발로 대학원을 휴학하고 필라델피아 해군조선소에 근무했는데, 이 동안 여기에 같이 근무했던 로버트 A. 하인라인, L. 스프라그 드 캠프와 인연을 가질 수 있었다. 1945년 9월, 미군에 징병되었는데, 그가 학기 동안 생년월일을 조정하지 않았다면 그는 26세로 자격이 없었을 것이다. 1946년, 화학 학위를 가지고 있다는 이유로 비키니 환초에서 핵 실험에 기술병으로 파병되어 하와이로 이동했고, 그곳에서 7월 11일, 상병으로 진급했다. 같은 해 7월 26일, 참전하지 않고 9개월 만에 제대했다.
1949년부터 보스턴 대학 의과대학의 5000달러의 급여로 생화학 교수가 되었다. 이는 대학에서 강의와 연구 외에 공동 교과서 집필, 일반용의 많은 논픽션들을 쓰는 계기가 되었고, 1952년에는 교사보다 작가로써 많은 돈을 벌게 되었다. 아시모프는 연구를 중단하고 학생을 가르치기만 했고, 1955년에는 부교수로 승진하여 테뉴어가 주어졌다. 이후 1958년 6월 30일에 연구를 중단했다는 이유로 교직에서 해임되었고, 이후 생화학 수업을 위해 강사로써 강의를 했다. 결국 1979년 10월 18일에 다시 합류했고, 전문 생화학 교수로 승진했다. 아시모프의 1965년 이후의 개인 서류들은 하워드 고틀리브(Howard Gotlieb)의 기증으로 무가르 기념 도서관(Mugar Memorial Library)에 보관되어 있다.
1959년, 아시모프는 아시모프의 친구이자 미국의 미사일 보호 프로젝트의 과학자인 아서 S. 오버메이어(Arthur S. Obermayer)의 추천을 받아 방위고등연구계획국으로부터 오버메이어의 프로젝트 합류 제안을 받았으나, 아시모프는 기밀 정보를 알고 있으면 글을 자유롭게 쓰기 어렵다는 이유로 거절했다. 대신 그는 오버메이어의 과학 프로젝트를 위한 논문을 제출했다.

### 개인사
1942년 2월 14일에 아시모프는 거트루드 블루거만(Gertrude Blugerman, 1917 ~ 1990)과 소개팅으로 만나 같은 해 7월 26일에 결혼했고, 거트루드와 아시모프는 아시모프가 필라델피아 해군조선소에 근무할 당시 필라델피아의 한 아파트에서 살았다. 아시모프가 미군에 징병되어 군인이었을 때 블루거만은 브루클린으로 이사했고, 1976년 7월 아시모프도 그곳에 돌아와 살게 되었다. 1948년 7월에는 맨해튼의 스타이브센트 타운-피터 쿠퍼 빌리지(Stuyvesant Town-Peter Cooper Village)로, 1949년 5월 보스턴으로, 2개월 후 1949년 7월, 매사추세츠주, 서머빌로 이사했다. 이후 1951년 5월 같은 메사추세츠주에서 월섬(Waltham)으로 이사했으며, 1956년에도 메사추세츠주 웨스트 뉴턴으로 이사했다. 그 당시 거트루드와 아시모프에게는 데이비드(David, 1951년 생)와 로빈 조안(Robyn Joan, 1955년 생)이라는 아이가 있었다.
1970년, 거트루드와 아시모프는 이혼했고, 아시모프는 뉴욕으로 이사한 후, 곧바로 어퍼웨스트사이드로 이사했다. 그는 그곳에서 자넷 오(Janet O. Jeppson, 1926 ~ 2019)를 만났고, 이후 거트루드와 이혼한지 2주 만인 1973년 11월 30일에 자넷과 결혼했다. 당시 아시모프는 밀폐기호증으로 좁고 밀폐된 공간을 즐겼다. 또한 그는 비행기공포증으로 비행기를 두번만 탔는데, 1946년에 비키니 환초에서 핵 실험에 기술병으로 파병되어 하와이로 이동한 것이 첫번째고, 다시 미국으로 귀국한 것이 두번째였다. 이러한 공포증은 《Asimov's Mysteries》와 엘리자 발레이(Elijah Baley) 등 그의 여러 책과 캐릭터에 영향을 미쳤다. 1972년, 말년에 그는 유람선에서 아폴로 17호가 발사되는 모습을 본 후, 그는 유람선을 즐기기 시작했다. 그는 퀸 엘리자베스 2 등의 배에서 과학을 주제로 이야기를 나누는 프로그램에 참여하기 시작했으며, 1974년 6월에는 배 "SS 프랑스"를 타고 영국 런던과 버밍엄에 도착해 여행하면서 스톤헨지도 접하게 되었다.
당시 그는 유능한 대중 연설가로 여겨지며 정기적으로 강연료를 받으며 강연, 연설하였고, 주로 과학소설 관련 강연이나 연설, 회의에 자주 참여하였다. 또한 그는 수만개의 편지와 엽서로 보내지는 질문들을 끈기있게 답하며, 사인 요청도 대부분 사인을 해주었다. 당시 그는 보통 키(175m, 5ft 9in)와 뚜렷한 뉴욕 억양을 지니고 있었으며, 구레나룻으로 귀 아래서부터 수염이 이어졌다. 또한 아내인 자넷이 나비 넥타이에 반대하여 볼로 넥타이(Bolo tie)를 매고 다녔으며, 수영하는 법과 자전거 타는 법을 배우지 않아 몰랐다. 다만, 그가 보스턴으로 이사한 후 그는 차 운전하는 법을 배웠고, 그는 그의 책 《Asimov Laughs Again》에서 보스턴에서 운전하는 것을 "바퀴 위의 난장판"으로 묘사했다.
그는 길버트와 설리번의 코믹 오페라와 렉스 스타우트가 창작한 가상 인물 네로 울프(Nero Wolfe)에 대한 모임인 "The Wolfe Pack" 등에 참여했고, 이는 그의 단편 소설에 길버트와 설리번을 여러번 언급한 계기가 되었다. 또한 그는 셜록 홈즈의 모임인 "The Baker Street Irregulars"와 남성 문학 모임인 "Trap Door Spiders"에 참여했고, 이 또한 《Black Widowers》를 쓰는 데 영향을 미쳤다.
1948년, 미국 인문주의 협회(American Humanist Association, AHA)는 아시모프를 인문주의 선언(Humanist Manifesto)의 서명자 중 한 명이라는 이유로 그를 올해의 휴머니스트로 선정했다. 1958년에는 미국 인문주의 협회의 회장을 맡기 시작해 사망할 때가지인 1992년까지 밑았다. 이후 미국 인문주의 협회의 회장은 아시모프의 동료 작가이자 친구인 커트 보니것이 맡게 되었다. 또한 그는 스타 트렉의 크리에이터인 진 로든베리와 매우 친했으며, 영화 스타 트렉의 제작에 조언하기도 했다.
또한 아시모프는 과학적 회의주의 탐구위원회(Committee for Skeptical Inquiry, CSI)의 창립자 중 한 명으로, 과학적 회의주의 판테온에 이름이 올라 있다. 제임스 랜디는 켄드릭 프래지어(Kendrick Frazier)가 진행하는 인터뷰에서 아시모프가 "현재 덜 알려져 있고 덜 인정받지만, 당시에는 과학적 회의주의 운동의 핵심 인물이면서 많은 주목을 받았다."고 하면서, 아시모프가 과학적 회의주의 탐구위원회와 연관이 있는 것이 엄청난 권위를 부여한다고 말했다.
아시모프는 칼 세이건과 마빈 민스키 두 사람만이 자신의 지능을 뛰어넘는다고 주장했는데, 그 당시 아시모프는 멘사의 오랜 회원이자 부사장이었다. 그는 멘사의 일부 회원들을 "그들의 IQ가 자랑스럽다."고 말했다. 또한, 그는 1969년 그의 아버지가 사망한 이후 매년 브랜다이스 대학교에 돈을 기부했다.

### 병과 죽음

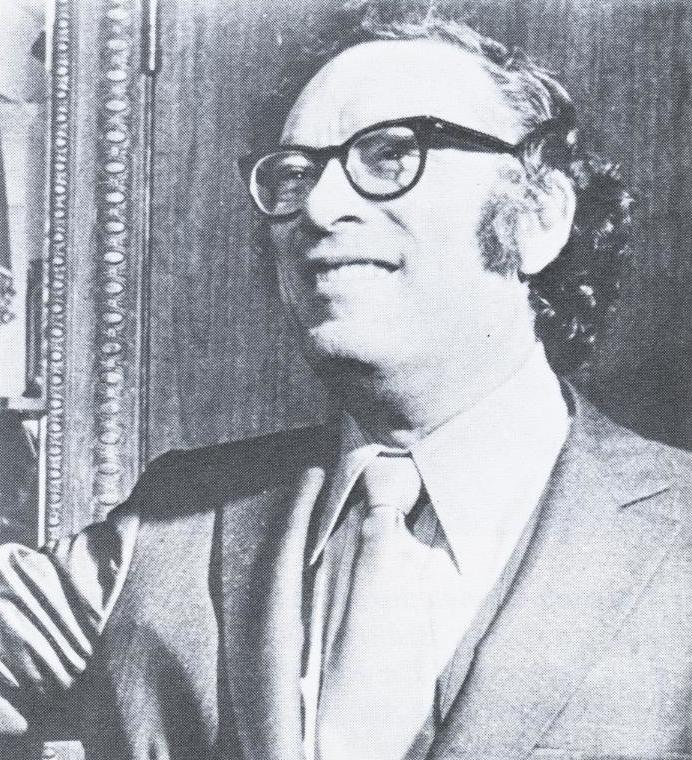
로체스터 공과대학(RIT)에서 발행하는 뉴스레터의 1986년 9월 24일 아시모프의 모습.

1977년, 아시모프는 심정지가 한 번 일어났다. 결국 1983년 12월에 뉴욕 의료원에서 관상동맥우회로이식술을 받았는데, 이 동안 수혈로 인해 에이즈에 감염되었다. 이 사실은 감염인 차별로 이어질 수 있다는 우려 때문에 비밀로 유지되었다.
이후 그는 1992년 4월 6일 맨해튼에서 사망이 확정되었는데, 이는 신부전과 심정지 때문으로 확인되었다. 10년 후, 자넷 아시모프와 아시모프의 아들인 로빈 아시모프는 아시모프의 HIV 감염 사실을 공개해야 된다는 것에 동의했고, 결국 아시모프의 자서전인 《It's Been a Good Life》에서 HIV의 감염 사실을 밝혔다.

## 글
| “ | 내가 정신분석학적으로 치료를 받아야 할 만큼 심각한 것은 글쓰기에 대한 충동뿐이야... 즉, 내가 치료받을 수 있는 것은 나의 즐거운 시간들에 지금처럼 다락방에서 전자 타자기 앞에 앉아 글이 마술처럼 형상화되는 것을 지켜보는 것뿐이야. | ” |
|   | — 아이작 아시모프, 1969년 |   |

### 개요
그는 1939년부터 단편 과학소설을 썼다. 아시모프의 《벌거벗은 태양》(1957)이 출판된 후, 소련의 스푸트니크 1호가 발사에 성공하고 대중 과학 책들의 생산량이 증가하면서 과학소설 집필량이 줄어들었다. 결국 아시모프도 반세기에 걸쳐 120권의 논픽션 책을 썼고, 이 기간 동안 집필한 책 중 4권만이 과학소설이었다. 1982년부터 그는 《파운데이션의 끝》을 출판하면서 과학 소설을 다시 쓰기 시작했으며, 이전에 썼던 책들의 세계관과 연결했으나, 이 세계관 통일은 많은 모순이 존재했다. 1969년까지 아시모프의 책은 더블데이와 호튼 미플린 하코트(Houghton Mifflin Harcourt)가 절반 이상의 책들을 출판했었다.
아시모프는 자신이 가장 연속적으로 쓰고 편집하고 기여하는 것이 "로봇공학의 삼원칙"과 파운데이션 시리즈라고 말했고, 옥스포드 영어사전에서는 아시모프가 로봇공학과 심리역사학을 처음으로 도입했음을 인정한다. 그는 "로보틱스"(Robotics, 로봇공학)라는 단어를 사용하면서, 그 단어가 원래 존재했던 것을 사용한 것이라고 말했지만, 이후 그 단어는 아시모프가 처음으로 만들어낸 단어로 인정받았다.
그는 철학과 심리학을 제외한 듀이 십진분류법에 포함되는 모든 주제로 저술했고, 심리학에서는 수필을 썼다. 유네스코의 번역 데이터베이스(Index Translationum database)에 따르면 그는 세계에서 24번째로 번역이 잦은 작가이다.

### 과학소설(SF)
| “ | 내가 아무리 다양한 주제의 글을 쓴다 해도, 나는 여전히 과학소설 작가였다. | ” |
|   | — 아이작 아시모프, 1980년                                                |   |

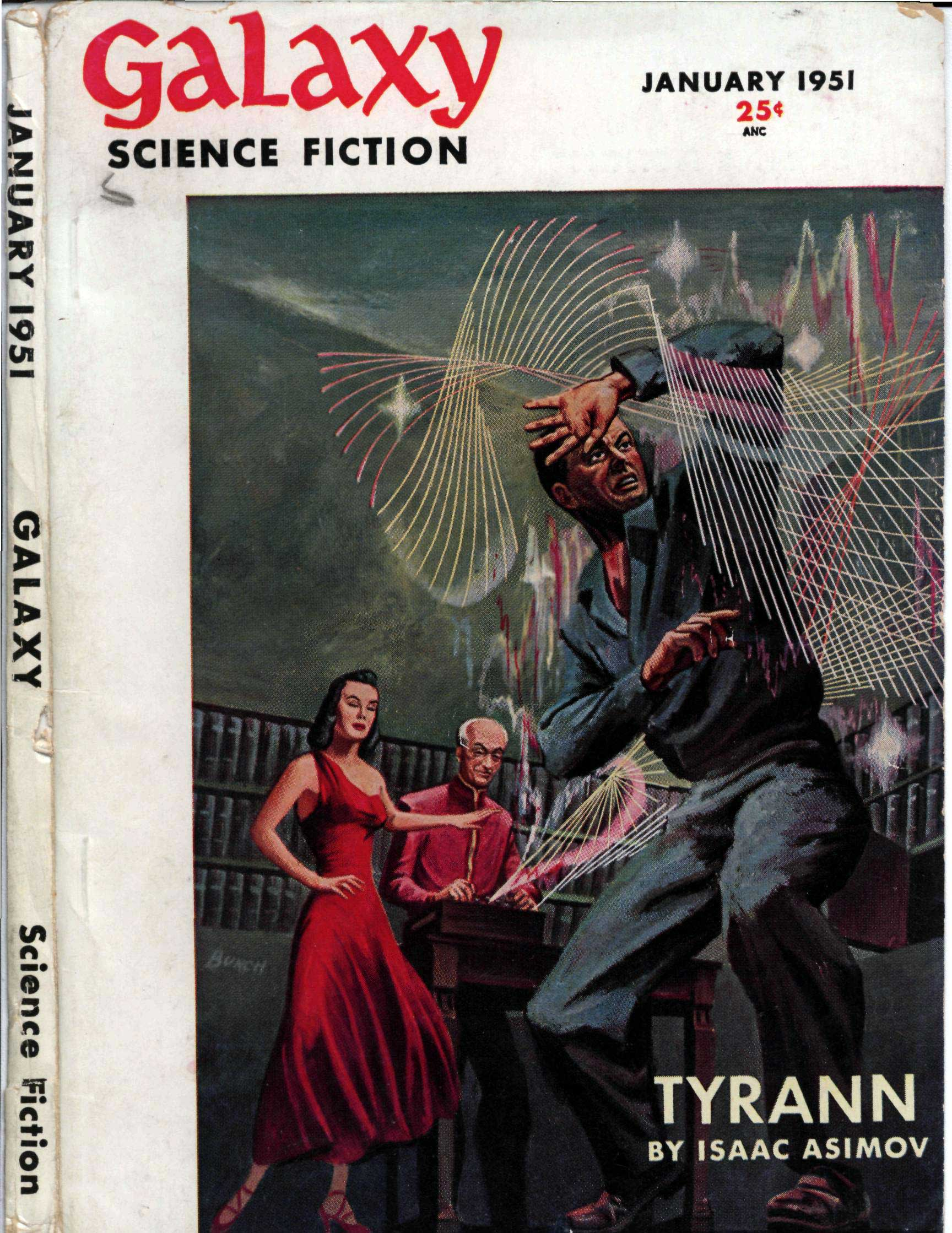
아시모프의 티라노는 《Galaxy Science Fiction》의 커버스토리였고, 이후 《암흑성운》이라는 소설로 출판되었다.

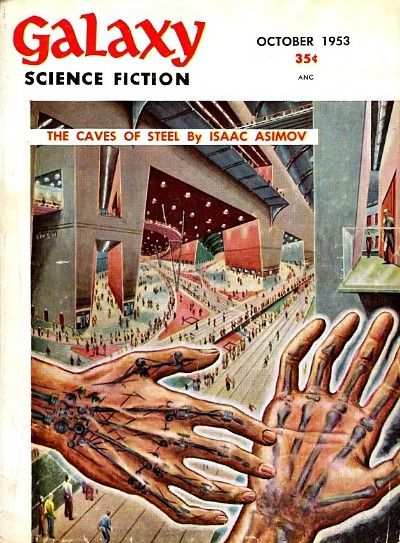
1953년 10월 《Galaxy Science Fiction》 표지가 된 아시모프의 《강철 동굴》. 표지는 에드 엠슈윌러(Ed Emshwiller)가 그렸다.

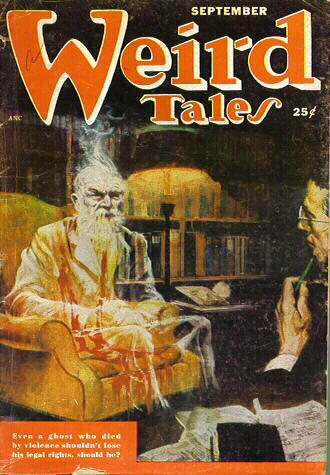
위어드 테일스에 등장하는 아시모프와 프레더릭 폴과의 작품 《Legal Rites》.

1929년부터 아시모프는 과학소설에 관심을 갖게 되었고, 아버지의 사탕 가게에서 펄프 매거진을 읽기 시작했다. 아버지는 아시모프가 이것들에 관심을 가지지 못하도록 읽지 못하게 하였다. 그래서 아시모프는 잡지 이름에 "science (과학)"라는 단어가 포함되기 때문에 교육적인 것이라고 아버지를 설득하여, 그의 승낙을 얻는 데 성공했다. 18살 때 그는 "퓨처스 SF 팬클럽"에 가입해 후에 작가로써 친구가 될 사람들을 사귀었다.
아시모프는 11살 때 《The Rover Boys》의 글을 흉내내며 글을 쓰기 시작했고, 글을 아시모프가 더 잦게 쓰자 그의 아버지는 그가 16살 때 중고 타자기를 사주었다. 그의 첫 작품은 1934년 소년고등학교 문학저널에 실린 동생의 출생에 관한 유머스러운 글이었고, 1937년 5월부터는 전문적으로 글을 쓰는 것을 고려했다. 그해 그의 전문적인 첫 작품 《Cosmic Corkscrew》를 쓰기 시작했고, 1938년 6월 19일에 글을 끝마쳤다. 그는 끝마친 글을 존 W. 캠벨(John W. Campbell)에 넘겼고, 이틀 후 캠벨에게 이유를 상세하게 설명한 거절 편지를 받았다. 이후 캠벨과 아시모프는 친구 사이가 되었다.
이달 말까지 아시모프는 그의 두 번째 글인 《The Callistan Menace》를 완성했고, 7월 22일에 캠벨은 또 그 글을 거절했다. 그러나 캠벨은 "아시모프가 1년만 더 연습하고 쓴 글은 팔 수 있을 것"이라고 격려하며 글을 쓰도록 설득했다. 1938년 10월 21일, 아시모프가 쓴 세 번째 글인 《Marooned off Vesta》이 레이몬드 A. 팔머(Raymond A. Palmer)의 검토에 이어 어메이징 스토리스(Amazing Stories)에 팔렸다. 그것은 1939년 3월 잡지에 실렸고, 아시모프는 한 단어당 1센트, 총 64 달러를 받았다. 이후 5월에 《The Weapon Too Dreadful to Use》, 7월에 《Trends》를 잡지에 실었고, 이후 팬들은 이것들이 골든 에이지의 가장 큰 이슈라고 말했다. 그의 수입은 자신의 교육비를 대는데 충분했지만, 전업 작가가 되기에는 아직 부족했다.
그는 동시대 SF 작가인 로버트 A. 하인라인과 A. E. 밴보트보다 빠른 1939년에 첫 작품을 출판하고 팬덤이 즉각적으로 생겨났다. 아시모프는 소설을 쓰기 시작할 때부터 1949년 7월 29일까지, 25개월 동안 22편의 소설을 썼고, 그 중 13편은 출판되었다. 이후, 도널드 A. 월하임(Donald A. Wollheim)이 1940년 12월호 잡지 "Astonishing"을 보고 아시모프의 책인 《The Secret Sense》를 살 정도로 아시모프는 유명해졌고, 아시모프는 도널드 월하임이 캠벨을 제외하고 그 어떤 "제 3의 평가자"보다 나은 평가를 내렸다고 여겼다.
아시모프는 캠벨과 나눈 이야기를 바탕으로 1941년 3월부터 1개월간 《전설의 밤》을 썼고, 이 책은 191년 9월에 출판했다. 이후 이 책은 미국 SF와 판타지 작가들(Science Fiction and Fantasy Writers of America)이라는 협회에게 1968년에 "역대 최우수 단편 SF"로 선정되었다. 그리고 《Nightfall and Other Stories》에서 "《전설의 밤》은 내 경력의 분수령(watershed)이 되었다... 이것으로 나는 과학소설계에서 중요하게 받아들여졌지만, 이후 사실 나는 '고전적인 글'을 썼다는 것이 명확해졌다."라고 적었다. "나이트폴"(Nightfall)이라는 단어는 아시모프가 과학소설 작가들이 스페이스 오페라와 가젯에게서 벗어나고 하인라인과 아시모프 등의 작가들이 주도하는 과학소설 시대를 묘사하려고 만든 용어이다.
아시모프는 1942년 1월부터 2월까지 집필한 《Victory Unintentional》를 쓴 뒤 다른 글을 거의 1년간 쓰지 않았는데, 이는 그가 경력을 화학으로 삼고 필라델피아 해군조선소에서 연간 2600 달러를 벌고 있었기 때문이다. 결국 아시모프는 과학소설 팬덤을 뒤로하고 관련 잡지를 읽지 않게 되었다. 이 상황에서 만약 아시모프가 로버트 A. 하인라인, L. 스프레이그 디캠프와 동료가 되지 않았더라면 과학소설계를 완전히 떠나버렸을지도 모른다. 이후, 1942년에 아시모프는 파운데이션 시리즈를 고안했고, 1951년에 시리즈의 첫 책인 《파운데이션》(1951)을 처음 출판한 이후, 《파운데이션과 제국》(1952)과 《제2 파운데이션》(1953)을 차례대로 출판하여 은하 제국의 쇠퇴와 그 뒤를 이을 세력들에 대해 다루었다. 이 세 권의 소설들에서 아시모프는 심리역사학을 강조했고, 이러한 심리역사학으로 소설 속 여러 등장인물들이 은하의 미래를 예측할 수 있었다. 또한, 이 삼부작으로 아시모프는 1966년에 휴고상을 수상하게 되었다. 그 동안 아시모프는 로봇 시리즈를 출판했고, 아시모프의 유명세에 캠벨은 단어당 급여를 올렸으며, 오손 웰스는 아시모프의 《Evidence》의 권리를 구매하였다. 제 2차 세계대전이 끝나갈 무렵, 아시모프는 작가로써 해군조선소에서 일하는 몫보다 절반 이상이 되는 금액을 벌고 있었지만, 그는 여전히 글이 그와 그의 아내, 아이들을 부양할 수 없고 미래에도 그럴 것이라고 생각하고 있었다.
그의 《로봇 시리즈》는 《나는 로봇이야》(1950)라는 작품으로 시작되었다. 이 시리즈에서 그는 "로봇공학의 삼원칙"을 공포했고, 이후 이것은 로봇에 관한 주제를 다른 작가들이 다루는데 큰 영향을 끼쳤다. 또한 그는 《The Complete Robot》(1982)의 서론에서 당시까지의 내용 중에서 로봇이 로봇을 창조한 인간들에게 해를 입히는 설정은 《프랑켄슈타인》에서 영감을 받았다고 밝혔다.
아시모프는 1977년 할런 엘리슨과 공동작업으로 《아이, 로봇》의 영화 각본을 썼고, 아시모프는 "최초의 성인용이자 복잡하고 가치 있는 SF 영화"가 만들어지기를 바랐다. 그러나, 이 각본은 영화로 촬영되지 못하고 1994년 책으로 출판되었다. 2004년, 윌 스미스가 주연을 맡은 영화 《아이, 로봇》은 아시모프의 소설과 관련없는 《Hardwired》라는 제목의 각본을 바탕으로 제작되었고, 아시모프가 영화 제목에 대한 권리를 획득한 후에야 아시모프는 의견을 전달할 수 있었다. 로버트 실버버그(Robert Silverberg)는 아시모프의 《바이센테니얼맨》을 바탕으로 《The Positronic Man》으로 글을 확장시켰고, 1999년에는 로빈 윌리엄스가 주연을 맡은 《바이센터니얼 맨》으로 각색되었다.
그의 작품은 영화 외에도, 로저 맥브라이드 앨런(Roger MacBride Allen), 그렉 베어(Greg Bear), 그레고리 벤퍼드, 데이비드 브린과 도널드 킹스베리(Donald Kingsbury) 등의 작가의 작품들에 영향을 주었다. 1948년에 아시모프는 박사학위를 위해 학위논문을 준비하여, 그의 소설 속 가공의 화합물인 티오티몰린(Thiotimoline)에 대한 《The Endochronic Properties of Resublimated Thiotimoline》을 썼다. 아시모프는 컬럼비아 대학의 평가위원회의 부정적 반응에 우려하여, 편집자들에게 가명으로 발표해 줄 것을 요청했지만, 그대로 이름이 드러났다. 결국 아시모프는 평가위원들이 아시모프가 과학을 진지하게 받아들이지 않는다고 생각할 수 있다는 것에 대해 걱정하기 시작했다. 심사가 끝나고 한 평가위원은 "티오티몰린의 열역학적 특성에 대해 말씀해 주실 수 있나요, 아시모프 씨?"라고 말했고, 아시모프는 안도감을 느끼며 질문에 대답했다. 5분 동안 기다린 후, 아시모프는 "아시모프 박사"라고 축하받았다.
1950년대에 과학소설에 대한 수요가 크게 증가하여, 과학소설 작가들은 글쓰기를 본업으로 삼을 수 있게 되었다. 1949년, 더블웨이의 과학소설 편집자 월터 I. 브래드버리(Walter I. Bradbury)는 4만 단어짜리 아시모프의 소설 《Grow Old with Me》을 받아들였지만, 7만 단어 이상의 소설로 확장해 줄 것을 요청했다. 아시모프는 작업을 끝냈고, 결국 1950년 1월 《우주의 조약돌》이라는 제목으로 출판되었다. 1950년에 더블데이는 아시모프의 과학소설 5편을 '폴 프렌치'라는 필명으로 《럭키 스타 시리즈》를 출판했고, 1955년에 《The Martian Way and Other Stories》 등의 아시모프의 단편소설들은 추가로 출판했다. 또한, Gnome Press는 1950년대 초에 《나는 로봇이야》라는 책과 파운데이션 시리즈를 추가로 출판했고, 이후 소설들을 모아 《The Rest of the Robots》라는 책으로 출판했다.
아시모프는 《아날로그 사이언스 픽션 앤드 팩트》에만 관심을 기울였는데, 《Galaxy Science Fiction》과 《판타지 & 사이언스 픽션》이 등장하면서 다른 책과 잡지들에도 관심을 보이기 시작했고, 이후에 그는 이 때를 자기가 성숙해진 시기라고 묘사했다. 또한 그는 인간이 한 일을 다시 되돌릴 수 있는지에 대해 쓴 《최후의 질문》(1956)을 개인적으로 가장 좋아한다고 말했다.
1972년에는 《The Gods Themselves》를 출판하여 대부분 찬사를 받았고, 이후 휴고 뛰어난 소설상 부문, 미국 SF와 판타지 작가들(Science Fiction and Fantasy Writers of America)에서 수상하는 뛰어난 소설상, 로커스 뛰어난 소설상 등을 수상하였다.
비틀즈의 멤버였던 폴 매카트니는 자신의 록 밴드 윙스를 사칭하는 사칭꾼들이 있다는 것을 알게 되었고, 밴드에 대한 영화를 만들고 싶었다. 그러나, 매카트니는 줄거리가 막연하게 느껴졌고, 결국 1974년 12월, 아시모프에게 SF 영화의 뮤지컬 각본을 쓸 수 있는지 물었다. 아시모프는 록 음악을 좋아하지는 않았으나, 이러한 생각에 흥미를 느낀 아시모프는 빨리 이 이야기의 윤곽을 만들었다. 그는 매카트니의 생각을 전체적으로 따라 감동적이고 드라마틱한 줄거리를 썼다. 그러나, 아시모프는 매카트니와 대화를 나누면서 매카트니가 강조했던 부분을 무시했고, 결국 매카트니는 거절했다. 그 줄거리는 현재 보스턴 대학교 자료실에 보관되어 있다.
아시모프는 1969년에 "《판타지 & 사이언스 픽션》과의 협의가 모든 과학소설 잡지 중에서 행복했다."고 말하면서, "《아날로그 사이언스 픽션 앤드 팩트》, 《Galaxy Science Fiction》, 그 밖의 어떤 잡지에도 불만이 없지만, 《판타지 & 사이언스 픽션》은 나에게 무언가 특별한 것이 되었다."고 덧붙였다. 1977년부터 그는 《아이모프스 사이언스 픽션 매거진》(Isaac Asimov's Science Fiction Magazine, 이후 《아시모프스 사이언스 픽션》)에 자신의 이름을 빌려주면서, 매 발행문에 사설을 쓰기 시작했다.
이후 아시모프는 파운데이션 시리즈의 다른 이야기를 더 쓰라는 팬들의 압박에 《파운데이션의 끝》(1982)과 《파운데이션과 지구》(1986)를 출판했고, 그 다음에는 《파운데이션의 서막》(1988)과 《파운데이션을 향하여》(1992)를 출판하여 처음 삼부작 이전의 내용을 담았다.

### 대중 과학(Popular science)
| “ | 그냥 내가 세계에서 가장 다재다능한 작가 중 한명이고, 많은 분야들에서 가장 인기 있는 작가라고 말해줘. | ” |
|   | — 아이작 아시모프, 1969년                                                                            |   |

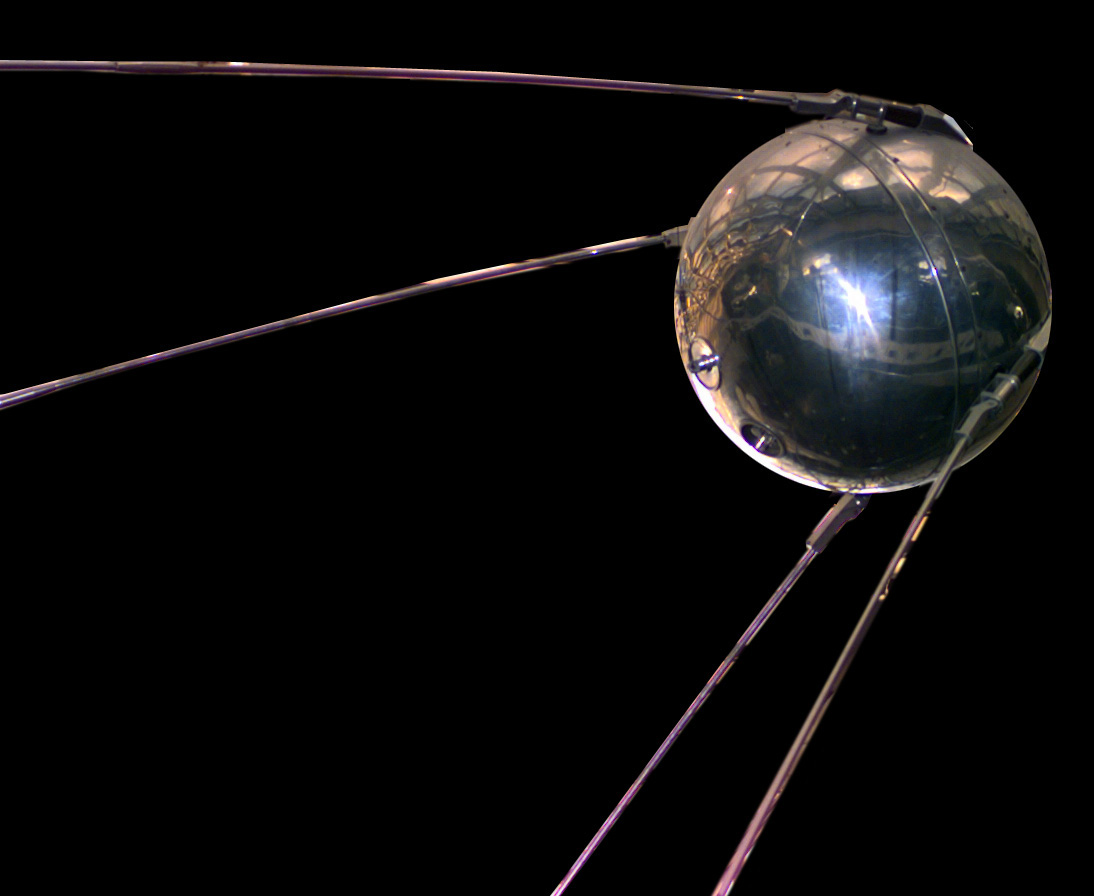
스푸트니크 1호의 모습.

아시모프와 그의 두 명의 동료들은 1949년에 교과서를 출판했고, 1969년까지 두 권이 더 출판되어 총 세 권이 출판되었다. 이후 1957년, 스푸트니크 1호의 발사로 인한 스푸트니크 충격으로 인해 대중들이 소련과의 과학적 격차에 우려를 일으켰고, 결국 대중 과학책들의 생산이 늘게 되면서 과학소설의 집필량이 크게 줄어들었다. 1958년에 아시모프는 《The Rest of the Robots》에서 당분간 실질적인 소설책을 쓸 수 없다고 밝혔고, 독자들은 그의 소설 작가 경력이 끝났거나 영구적으로 중단되었다고 이해했다. 그는 과학을 소홀히 하면 위험해 질 수도 있는 미국을 위해 대중 과학을 집필하고 싶다는 생각에 휩싸였고, 많은 출판사들도 대중 과학 책을 출판하기를 원했다. 결국 아시모프는 1950년대 후반부터 1960년대 동안 아시모프는 소설을 쓰는 것을 매우 많이 줄이고, 주로 과학과 글을 썼다. 이후 1969년에 그는 "미국은 일종의 흥분 상태(tizzy)에 들어갔고, 나도 그랬다."고 말했다.
1958년 11월부터 '벤처 사이언스 픽션'(Venture Science Fiction)이라는 잡지에서 아시모프는 논픽션 칼럼을 썼고, 그는 그의 말기에 여러 합병증에 걸리기 전까지 논픽션 칼럼들을 썼다. 이 논픽션 칼럼들은 더블데이가 모아 책으로 출판했고, 이는 대중들에게 아시모프가 "위대한 설명가"라는 평판을 주었다. 그는 "대중 과학"에 전념했지만, 그럼에도 글의 자유가 있었기 때문에 아시모프는 "Thinking About Thinking"과 "Knock Plastic!" 등의 현대 과학에 대한 문제점도 썼다. 1975년에 그는 "나는 그 어떤 글쓰기 과제보다 대중 과학으로부터 더 많은 즐거움을 얻는다."고 말했다.
그의 첫 번째로 폭넓은 참고 목록인 《The Intelligent Man's Guide to Science》(1960)는 내셔널 북 어워드 후보에 올랐고, 이후 1963년에는 휴고상을 수상했다. 그는 그의 과학 서적의 인기와 그것으로 얻은 수입으로 그가 교수 직위를 포기하고 전업 프리랜서 작가가 될 수 있었다. 1967년에 아시모프는 "지식적이고 능숙한 과학 작가는 계약에서 자신의 가치민큼 인정받는다."고 다른 과학소설 작가들에게 말하면서 작가들에게 대중 과학을 쓰도록 격려했다.
아시모프의 글에서 다뤄진 다양한 정보들에 자극받은 커트 보니것은 아시모프에게 "모든 것을 아는 기분이 어떤 기분인가?"라고 물었고, 아시모프는 "과학에 대한 박식(omniscience)하다는 평판이 불편한(Uneasy) 기분만 안다."고 대답했다. 플로이드 C. 게일(Floyd C. Gale)은 "아시모프는 드문 재능을 가지고 있다. 그는 무미건조한 사실도 매력적으로 설명한다"라고 말했다. 그러나 아시모프는 "지난 10년 동안, 나는 몇 권의 소설, 몇 권의 모음집, 십여 권의 이야기를 썼지만, 그것은 아무것도 아니다."라며 불만스러운 독자가 편지를 보낼 정도로 소설을 쓰는데 시간을 적게 보낸 것을 후회했다.
아시모프는 자신의 에세이 《To Tell a Chemist》(1965)에서 화학자와 비화학자를 구분할 수 있는 일종의 쉽볼렛을 제안했는데, 방법은 "unionized(이온화하지 않은)"라는 단어를 사람들에게 읽어보게 하는 것이다. 아시모프는 화학자는 "un-ion-ized"(un-EYE-en-ized)라고 읽을 것이고, 비화학자들은 "union-ized"(YOU-nien-ized)라고 읽을 것이라고 말했다.

### 신조어
1941년 아시모프는 《Liar!》라는 책에서 "로보틱스"(Robotics, 로봇공학)라는 단어를 처음으로 사용했으나, 당시 그는 《옥스포드 영어사전》에 있는 단어를 사용했다고 믿고 말했다. 같은 책에서 아시모프는 "positronic"이라는 말을 처음 사용하기도 했다.
또한, 아시모프는 파운데이션 시리즈에서 "심리역사학"이라는 용어를 처음으로 만들어, 역사, 사회학과 수학 통계학을 결합한 가상의 학과를 명명하여 "은하 제국"과 같은 큰 집단의 미래 행보에 대한 예측을 할 수 있게 만들었다. 이후에 아시모프는 그 학과를 "심리사회학"(psychosociology)이라고 불렀어야 한다고 후회했다.

### 기타 글
아시모프는 역사에도 관심이 많았다. 그는 1960년대부터 《그리스: 위대한 모험 The Greeks: A Great Adventure》(1965), 《로마 공화국 The Roman Republic》(1966), 《로마 제국 The Roman Empire》(1967), 《고대 이집트 The Egyptians》(1967), 《근동: 10,000년의 역사 The Near East: 10,000 Years of History》(1968)와 《아시모프의 세계 연대기 Asimov's Chronology of the World》(1991) 등의 역사책을 썼다.
아시모프는 그의 《아시모프의 바이블 Asimov's Guide to the Bible》을 1967년 구약성경, 1969년에 신약성경 편으로 나누어 출간했고, 이후 1981년 두 책을 모아 1300쪽짜리 책을 출판했다. 지도와 표가 모두 완비된 이 책은 성경책을 순서대로 훑어보며, 각각의 역사와 이에 정치적으로 미친 영향, 중요한 인물들의 생애를 설명했다. 이후 아시모프는 《아시모프의 셰익스피어 안내서 Asimov's Guide to Shakespeare》(1970), 《Asimov's Annotated Don Juan 주석이 달려 있는 아시모프의 돈 후안》(1972), 《Asimov's Annotated Paradise Lost주석이 달려 있는 아시모프의 실낙원》(1974)와 《주석이 달려 있는 걸리버 여행기 The Annotated Gulliver's Travels》(1980) 등을 출판하면서 글속에 각주를 넣었다.
또한 아시모프는 꽤 유명한 추리소설 작가였으며, 《Ellery Queen's Mystery Magazine》에 자주 기고했다. 원래 그는 《Wendell Urth stories》와 같은 SF 추리소설을 쓰는 것으로 시작했지만, 곧 순수한 추리소설을 쓰기 시작했다. 결국 두 권의 장편 추리소설을 출판했으며, 매달 한 번씩 만나 저녁식사, 퍼즐을 맞추며 대화를 나누는 모임인 "Trap Door Spiders"에 참여했고, 그곳에서 아이디어를 얻어 《Black Widowers》 등의 66개의 이야기를 썼다. 존 L. 브린(Jon L. Breen)은 아시모프의 《Black Widowers》를 바탕으로 《An Evening with the White Divorcés》를 썼고, 이에 대해 아시모프는 "내가 할 수 있는 건... 언젠가 어두운 골목에서 놈을 잡으려고 하는 거야."라며 농담했다.
1975년부터 아시모프는 《Lecherous Limericks》를 시작으로 리머릭 시리즈를 출판하기 시작했는데, 시리즈의 두 주인공은 모두 유대인이었으며, 아침, 점심, 저녁을 먹으며 그의 친구 아자젤(Azazel)에 대해 이야기를 나눈다. 아시모프는 유머의 가장 중요한 요소는 주제의 급격한 변화라고 말했는데, 그러면서 예를 들어 중요한 주제에서 사소한 것으로, 또는 숭고한 주제에서 우스꽝스러운 주제로 변화하는 것이라고 말했다. 1971년에 아시모프는 성적 가이드북의 인기에 부응해 'Dr. A'라는 별명으로 《The Sensuous Man》을 출판했다. 그러나 아시모프의 행동은 성희롱으로 여겨져, 과학소설계에서 역사적으로 문제가 있는 남자들의 행동 중 하나로 꼽힌다.
아시모프는 자신의 자서권 3권을 출판했다. 처음으로 《In Memory Yet Green》(1979)를 출판하고, 이후 《In Joy Still Felt》(1980)를 출판하여 1978년까지의 그의 생애를 설명했다. 3권인 《I. Asimov: A Memoir》(1994)는 2권에서 이어진 내용과는 별개로 그의 전체적인 일생을 다루었다. 이 책의 에필로그는 아시모프가 죽은 후 그의 아내인 자넷 아시모프가 쓴 후 출판되었고, 1995년에 휴고상을 수상했다. 이후 자넷 아시모프는 아시모프의 자서전 3권을 모아 엮은 《It's Been a Good Life》(2002)를 출판했다. 또한, 아시모프는 자신의 저술에 회고록 《Opus 100》(1969), 《Opus 200》(1979)과 《Opus 300》(1984)을 출판하기도 했다.
아시모프 부부는 《How to Enjoy Writing: A Book of Aid and Comfort》를 공동 집필했다. 책에서 아시모프 부부는 주의가 산만하고, 거부와 낙담이 잦은 편집자들과 일을 할 때 긍정적인 태도를 유지하는 방법에 대해 설명하는데 인용문, 수필, 일화와 부부간의 대화 등을 이용했다.
아시모프와 스타 트렉의 크리에이터 진 로든베리는 매우 친했다. 스타 트렉이 발표되고 아시모프는 TV 가이드 잡지에 스타 트렉의 과학적 정확성에 대해 비판하는 수필을 썼는데, 로든베리는 정중하게 반박하는 편지를 보냈다. 결국 아시모프는 스타 트렉이 신선하고 도전적인 SF 드라마라고 의견을 변경했고, 스타 트렉 프로젝트에 조언자의 역할까지 했다.
1973년 아시모프는 세계 계절 달력이라고 불리는 달력 개혁안을 발표했는데, 개혁안은 한 해를 13주씩 네 계절로 나누어, 12월 1일을 D-73으로 부르게 하는 것이었다.

## 집필 스타일
| “ | 나는 짧은 단어와 간단한 문장 구조를 글 속에서 사용해서 정중하지 않다. 내가 이러는 이유는 글 속에서 정중하면 시적이고, 무겁고, 복잡하며 모호한 사람들을 짜증나게 하기 때문이다. 반면, 정중하게 대하지 않는 글은 수필을 읽고 있다는 것을 의식하지 않고, 작가의 뇌에 있던 아이디어가 독자들에게 마찰 없이 흘러들어간다는 느낌을 독자들에게 준다. | ” |
|   | — 아이작 아시모프, 1980년 |   |

아시모프는 자신이 자신의 비서이자 타이피스트(typist), 인덱서, 검토자, 작가 대리인이라고 여겼다. 또한, 그는 자신의 책을 쓸 때, 결말, 첫 장면, 그리고 중간 순서대로 쓰고, 손으로 초고를 직접 고친 후, 글을 편집자가 요구하는 사소한 변경사항들로 한 번만 수정했다.
그는 글을 크게 편집하는 것을 싫어했고, "매우 큰 수정, 혹은 많은 수정을 하면 그 작품이 실패작임을 알려준다."라고 말하면서 《Black Friar of the Flame》의 대량 편집을 거부했다. 이후 그는 "이전 실패작을 되돌릴 시간 동안, 나는 새로운 성공작을 썼고 그 과정에서 더욱 무한한 재미를 느꼈다."고 말하기까지 했다.

또한, 아시모프의 소설 속에서 흔히 느낄 수 있는 것은 글을 잘 꾸미지 않는 것이다. 1980년, 제임스 E. 건은 아시모프의 《나는 로봇이야》에 대해 다음과 같이 썼다:
| “ | 《Liar!》와 《Evidence》를 제외한다면 아시모프의 소설 속에서는 등장 인물이 중요하지 않다. 사실상 모든 줄거리는 대화 속에서 진행되며, 거의 행동하지 않는다. 대화들은 실용적이기만 하면서 명백하다.... 사실 대부분의 아시모프의 소설들은 명백한 무대에서 진행된다. | ” |
|   | — 제임스 E. 건, 1980년 |   |

아시모프는 자신에 대한 비판들을 《네메시스》(1989)에서 다루었다.
| “ | 나는 오래 전, 그러니까 글을 쓰기 시작할 때부터 한 가지 규칙을 정하였다. 그것은 모든 것을 '명백하게' 쓰는 것이었다. 내가 매우 뛰어나게 어떤 분야의 글을 쓴다 해도 내게 퓰리처상을 줄 수 없을 것이다. 단지 나는 명확하게 글을 쓸 것이고, 이러하여 독자들, 전문 비평가들과 따뜻한 관계를 맺을 것이다. | ” |
|   | — 아이작 아시모프, 1989년 |   |

제임스 E. 건과 조셉 F. 패트로흐(Joseph F. Patrouch)의 책 외에는 아시모프에 대한 문학 비평이 다른 작가들에 비해서 부족하다. 책 《Dictionary of Literary Biography》(1981)에서는 아시모프에 대한 비판이 부족할 수 있는 이유들을 다음과 같이 설명했다:
| “ | 그의 글에는 독자들을 줄거리에 집중시키고 무슨 일이 왜 일어났는지를 직접적으로 밝히고 있어 문학 비평을 하는 데 방해가 된다. 즉, 그의 소설에서 줄거리를 명확하게 밝혔기 때문에 학자들은 해석할 내용이 거의 없어지게 된다는 것이다. 사실 아시모프의 대부분의 소설들, 특히 파운데이션의 첫 3권에서는 그러한 설명에 전념하고 있다. | ” |
|   | — 《Dictionary of Literary Biography》, 1981 |   |

건과 패트로흐는 계속 아시모프의 명확학 글과 직접적인 산문체를 비판했고, 1982에 건은 책을 출판하여, 아시모프의 소설에 대해 비판했다. 건은 책에서 아시모프의 모든 소설들을 칭찬하지 않고 《강철 동굴》의 일부 구절을 "프루스트의 재조명"이라고 부르기도 하였으며, 강철 동굴이 어떻게 미래지향적인 뉴욕시를 배경으로 한 소설인지를 논의하면서, 아시모프의 산문체가 "문학계 어디에서도 부끄러워 할 필요가 없다."고 비꼬았다.
그럼에도 아시모프는 자신의 꾸밈없는 산문체에 자부심을 갖고 있었고, 클리포드 D. 시막(Clifford D. Simak)을 존경하고 있었다. 시막은 글을 쓰기 시작할 때부터의 버릇으로 그의 산문체가 변하지 않았다고 말하였고, 공교롭게도 아시모프는 그러한 그의 산문체를 즐겨 읽었다.

### 외계생명체
아시모프는 외계생명체에 대해 쓰기 꺼려하는데, 이는 그가 책을 쓰던 초기 외계생명체가 인간보다 우월하다고 책을 쓰고 제출했고, 편집자였던 존 캠벨은 이를 거절할 때부터였다. 캠벨은 아시모프의 글이 외계생명체가 인간보다 우월한 것이 인종차별에 바탕을 둔 것이라고 생각했기 때문이다. 아시모프는 인간보다 강한 외계생명체를 쓰고 싶었지만, 캠벨과의 우정에 금이 갈 것을 우려하여 외계인에 대해 전혀 쓰지 않기로 결정했다. 그러나, 1972년에 아시모프는 외계생명체에 대한 《The Gods Themselves》를 썼고, 이 책은 1972년 네뷸러 최우수 소설상과 더불어, 1973년에 로커스 최우수 소설상과 휴고 최우수 소설상을 수상했다. 아시모프는 이에 대해 외계생명체에 대한 글을 쓴 것 중에 이 책이 가장 자랑스럽다고 말했다.

### 로맨스와 여자
과학소설 초창기에 많은 과학소설 작가들은 낭만적인 것은 과학과 기술에 초점을 맞추어야 하는 과학소설에 맞지 않는다고 생각했고, 아시모프도 그런 작가들 중 한 명이었다. 그러나 아시모프가 1938년 출판사인 "어스타운딩"에게 이에 대해 편지를 보냈지만, 어스타운딩의 편집자들의 반대에 부딪혔다.
이후로도 아시모프는 자신의 소설에 로맨스와 성관계를 넣지 않았고, "나는 데이트를 해본 적이 없고, 여자에 대해 아무 것도 몰랐다."라며 계속 쓰지 않았다. 그는 계속 소설에 외계생명체와 성관계에 대해 부족하다는 이유로 비판을 받았고, 이후 아시모프는 뉴 웨이브 작가들의 강한 비판에 결국 자신의 소설 《The Gods Themselves》의 두 번째 장에 외계생명체들의 성적 행동을 묘사했다.
또한 아시모프는 초기 소설에서 강한 여성 등장 인물이 부족하다는 비판도 받았고, 로봇 시리즈에 여성 등장 인물 "수잔 캘빈"(Susan Calvin)을 등장시켰다. 아시모프는 《Gold》 등의 자서전에서 로맨스와 여자에 대한 비판들과 당시 자신의 경험 부족을 인정했다. 그의 후기 작품들에는 많고 강한 여성 등장인물들을 더욱 등장시켰고, 이로써 워싱턴 포스트는 "Book World"라는 문단에서 "1940년에 아시모프는 자신의 남성적인 평판을 벗겨냈으며, 지금까지 이어지고 있다."고 썼다.

## 견해
| “ | 글의 관점이 작가의 입장을 반영하고 있는지에 대해서 독자들을 끊임없이 의문을 제기한다. 이에 작가들은 "꼭 그렇지는 않다"고 대답하지만, 내 생각에는 뒤에 "-그러나, 보통"이라는 짧은 구절을 더해야 한다. | ” |
|   | — 아이작 아시모프, 1969년 |   |

### 종교
아시모프는 무신론자, 인문주의자이자 합리주의자였다. 그는 다른 사람들의 종교적 신념을 반대하지는 않았지만, 과학이라고 말하는 미신과 유사과학에 대해 비난했다. 그의 부모님은 유대교 정통파의 전통을 따랐고, 아시모프는 그리스 신화가 일리아스를 바탕으로 썼으며, 토라를 바탕으로 유대교 신화를 썼다고 생각하게 되어 어린 시절 강한 종교적 영향력이 없이 자랐다. 또한, 아시모프는 13살에 유대교의 성년의례를 치르지 않아 바르 미츠바가 되지 않았다. 《Isaac Asimov's Treasury of Humor》에서는 신과 사탄, 에덴 동산, 예루살렘 등의 종교적 주제에 대한 농담을 했고, 좋은 농담이 몇 시간짜리의 철학적 토론보다 더 많은 생각을 불러일으킬 수 있다고 말했다.
아시모프의 아버지는 잠시 동안, 친숙한 환경을 즐기기 위해 유대교 회당에서 일했고, 이는 아시모프가 나중에 《아시모프의 바이블》(Asimov's Guide to the Bible)을 쓰는 데 바탕이 되었다. 또한, 아시모프는 초기에 자신을 "무신론자"라고 불렀지만, 무신론이라는 단어가 그가 한 일보다 신을 믿지 않는다는 것을 더 집중적으로 묘사했기 때문에, 이후 그는 자신이 "인문주의자"라고 수정했다. 다만, 아시모프는 잭 댄(Jack Dann)의 과학소설 《Wandering Stars》를 소개하면서 "나는 예배에 참석하지 않고, 의식도 따르지 않으며, 흥미로운 성인 의례인 바르 미츠바를 겪지 않았다. 다만, 그건 중요하지 않다. 어떻게 하든지 나는 "유대인"이다"라고 썼다.

1982년 한 인터뷰에서 아시모프에게 무신론자이냐고 물어보자 아시모프는 다음과 같이 대답했다:
| “ | 나는 전적으로 무신론자이다. 하지만 내가 그것을 말하는 데에는 오랜 시간이 걸렸다. 나는 오랫동안 신을 믿지 않았지만, 한 사람을 무신론자라고 말하는 것은 어쩐지 무례하다고 느꼈다. 그 이유는 그 사람이 알고 있지 않은 것들까지 가정했기 때문이다. 차라리 나는 인문주의자나 불가지론자라고 말하는 것이 나을 것 같았지만, 그럼에도 나는 무신론자였다. 게다가 나는 신이 존재하지 않는다는 명확한 증거를 가지고 있지 않지만, 신이 존재하지 않는 이유를 찾기 위해 나의 시간을 허비하고 싶지 않다. | ” |
|   | — 아이작 아시모프, 1982년 |   |

또한, 아시모프는 종교적 교육에 대해 "나는 나의 아이들이 담배를 피우기로 결정하는 등의 심리적, 육체적으로 해로운 결정에 만족하지 않는 것처럼, 나의 아이들이 종교적 교육을 벗어나지 않고 종교적인 결정에 만족하지 않을 것이다."라고 말했다.

아시모프는 자신의 자서권 《I. Asimov: A Memoir》에서 다음과 같이 썼다:
| “ | 내가 무신론자가 아니었다면, "하나님께서는 모든 말에 하나님, 하나님, 하나님을 붙이는 더러우며, 더럽고, 더러운 TV 설교자보다 정직하고 정의로운 무신론자를 더 좋아하실 것 같다."고 말했을 것이다. | ” |
|   | — 아이작 아시모프 |   |

아시모프는 같은 자서권에서 "이승의 인간 정부조차도 잔인한 형벌을 줄이려고 하는데, 저승이라고 형벌이 무한하겠는가? 과연 이승에서의 믿음과 행동이 저승에서 무한하게 처벌받을까? 만약 사후세계가 존재한다면, 오히려 가옥한 형벌은 지옥을 창안하여 신을 비방한 자들에게만 주어질 것이다."고 썼다.

그리고, 아시모프는 자신의 글에 종교적인 것을 사용하는 것에 대해 다음과 같이 말했다:
| “ | 나는 내 글에서 종교가 꼭 필요하지 않을 때는 종교를 아예 사용하지 않고 무시한다.... 그런데 내가 종교가 글에 필요해서 쓸 때마다 동정심이 없는 독자들은 내가 기독교를 모방한 것이라고 생각하지만, 나는 그렇지 않다. 만약 그렇다면, 과학소설을 쓰면서 종교를 무시하는 것은 불가능하다. | ” |
|   | — 아이작 아시모프 |   |

### 정치
아시모프는 뉴딜 이후 미국 민주당의 지지자가 되었고, 그 이후에도 정치적 자유주의자로 남아 있었다. 1960년대에는 베트남 전쟁 참전에 반대했고, 1970년대 초반 한 인터뷰에서 공식적으로 조지 맥거번을 지지한다고 밝혔다. 또한, 아시모프는 1960년대 후반 급진적인 정치가들을 반대했고, 그의 자서권 《In Joy Still Felt》에서 1960년대 반문화의 주요 인물인 애비 호프먼을 만났던 기억을 떠올렸다.

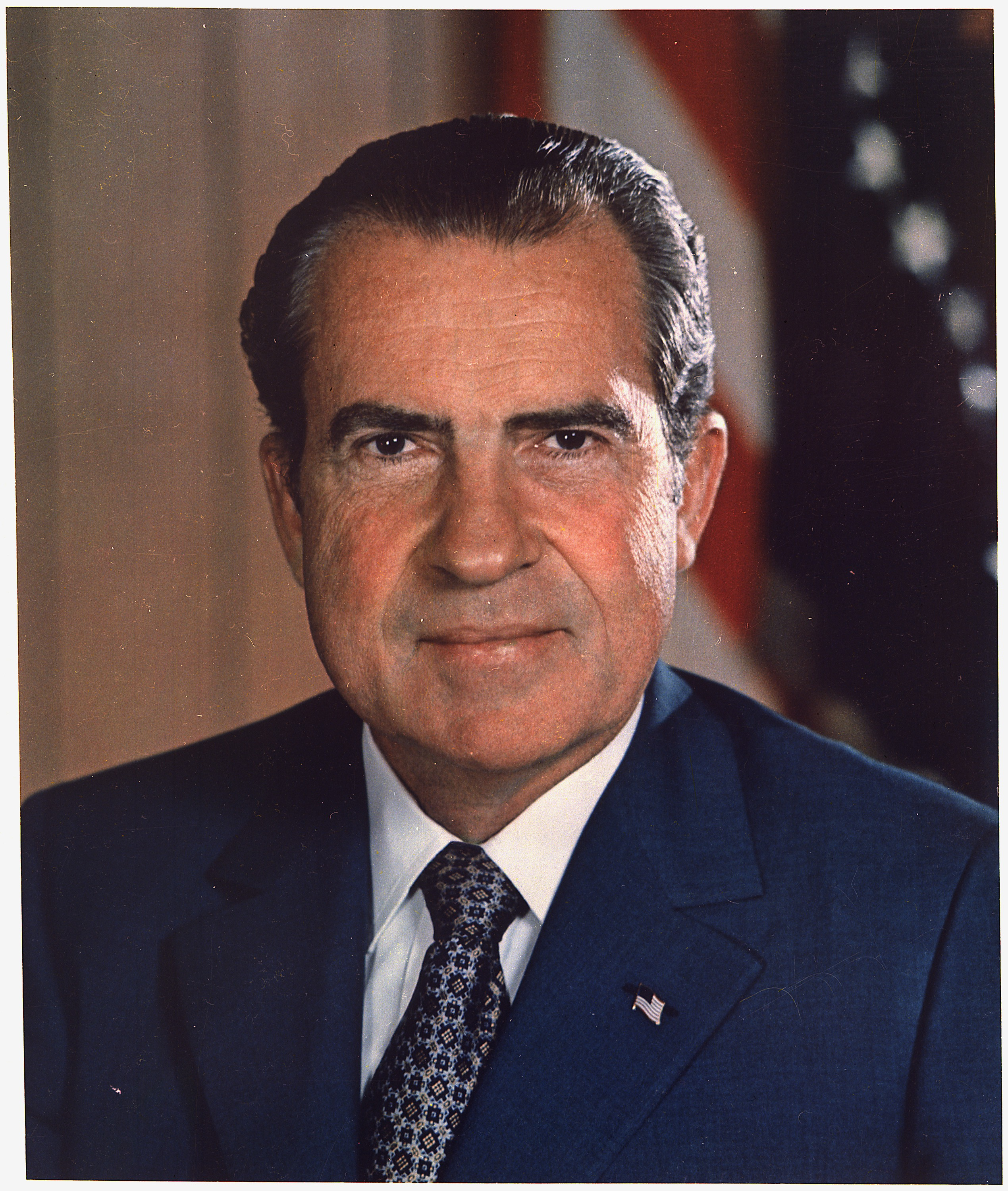
아시모프가 격렬히 반대한 리처드 닉슨의 모습.

아시모프는 리처드 닉슨을 "사기꾼이자 거짓말쟁이"라고 이야기하며 격렬히 반대했고, 워터게이트 사건 등의 스캔들을 강하게 비판했다. 결국 닉슨 대통령이 사임할 수 밖에 없었을 때 아시모프는 환호했다. 하지만 후임 대통령인 제럴드 포드가 닉슨을 사면하자 크게 낙심하였고, "나는 닉슨 사면이 나라의 시련을 벗어나게 했다는 주장에 동의하지 않는다."고 말했다.
1960년대 중반, FBI는 미국 공산당에게 순응할 수 있는 인물들을 나열했고, 그 중 아시모프가 있다는 이유로 아시모프를 수사했다. 이후, 그의 학력들 때문에 아시모프가 소련의 간첩 유력 후보자로 올랐지만, 그의 생애와 배경에서 의심스러운 점을 찾지 못해 수사를 종료했다.
또한, 유대인인 아시모프는 이스라엘에 대해 애매한 입장을 지니고 있었다. 그의 첫 번째 자서권에서 자신이 시온주의가 아니라고 썼음에도, 이스라엘의 안전을 기원했다. 아시모프는 세 번째 자서권에서 민족 국가를 가지는 것에 반대하면서 단일 인류를 지지했고, 민족 국가인 이스라엘의 설립에 대해서도 반대한다고 썼다. 그러면서도 무슬림 국가에 둘러쌓여 있는 이스라엘의 안전을 걱정했다.

### 사회 문제들
아시모프는 과학소설이 인류에게 도움이 된다고 생각했으며, 여성의 권리가 널리 퍼지기 전부터 페미니스트라고 여겼고, 동성애에 대해서도 "도덕적 권리"로 인정받아야 한다고 생각했다.
1988년에 아시모프는 전 백악관 대변인인 빌 모이어스(Bill D. Moyers)와의 인터뷰에서 학생들이 관심 있는 과목에 대한 정보를 찾기 위해 컴퓨터를 사용하는 컴퓨터 보조 학습을 제안했다. 빌 모이어스도 컴퓨터 보조 학습이 학생들이 배울 것을 선택할 수 있기 때문에, 교육을 더 흥미롭게 할 것이라고 생각했다. 또한, 아시모프는 미래를 예상하여 2019년까지 사람이 우주에서 살 수 있을 것이라고 생각했다.

아시모프는 1983년에 다음과 같이 썼다.
| “ | 컴퓨터화는 의심의 여지 없이 계속될 것이다... 또한, 교육에도 엄청난 변화가 일어나야 하며, 모든 사람이 컴퓨터를 사용할 수 있게 만들어야 한다. 즉, 첨단 세계를 다루는 법을 모두가 배워야 한다는 것이다. | ” |
|   | — 아이작 아시모프, 1983년 |   |

이후로도 계속 아시모프는 다음과 같이 말했다:
| “ | 시대마다 새롭게 해야 하는 교육은 가장 빠르게 컴퓨터화가 될 수 있다. 학교는 계속 존재하겠지만, 좋은 학교의 교사와 학생들은 집에서 컴퓨터로 수업을 하고, 학생들에게 컴퓨터에 호기심을 느끼는 것보다 나은 것은 없다. 모든 청소년들은, 자신만의 시간에, 자신만의 속도로, 자신만의 방법으로 배우고 싶은 것을 배울 수 있는 기회가 마침내 생길 것이다. 결국 교육이 강하게 강요되지 않으므로 배움이 재밌을 것이다. | ” |

### 성희롱
아시모프는 컨벤션 등의 장소에서 여성의 동의 없이 애무, 키스를 하고 꼬집었는데, 이에 대해 과학소설 역사 작가인 알렉 네발라 리(Alec Nevala-Lee)는 아시모프의 행동에 여성이 이의를 제기하지 않고, 협조했다면서 아시모프를 변호했다. 아시모프는 1971년에 《The Sensuous Dirty Old Man》이라는 책에서 "문제는 소녀를 만져야 하는지 말아야 하는지에 대한 것이 아니다. 문제는 단지 어디서, 언제, 어떻게 그녀를 만져야 하는가 하는 것이다."고 썼다.
그러나, 알렉 네발리 리는 "이러한 만남들이 이전에 합의되지 않았던 것"이라고 말하면서, "남성 중심의 과학소설계에서 아시모프가 여성에게 바람직하지 않은 분위기를 조성하고 있다"고 쓰기도 했다. 네발리 리는 이를 뒷받침하기 위해 주디스 메릴(Judith Merril), 할런 엘리슨과 할런 엘리슨의 말을 인용했다. 아시모프의 자세한 행동들은 에드워드 L. 퍼만(Edward L. Ferman) 등의 사람에게 밝혀졌는데, 판타지 & 사이언스 픽션의 편집장이었던 퍼만은 "나의 데이트 상대와 악수하는 대신, 내 데이트 상대의 왼쪽 가슴을 흔들었다"고 말했다.

### 환경과 인구
아시모프는 스리마일섬 원자력 발전소 사고 이후에도 민간인들의 원자력 응용을 옹호했고, 결국 자유주의자인 동료들과의 사이가 멀어졌다. 아시모프는 그의 책 《Yours, Isaac Asimov》에서 원자력 발전소 근처보다 아무런 위험도 없는 곳에서 사는 것이 당연하게도 좋다고 썼지만, 러브 카날(Love Canal)이나 아이소사이안화 메틸을 생산하는 유니온 카바이드(Union Carbide)의 공장 근처보다 원자력 발전소 근처에서 사는 것이 더 낫다고 썼다.
토머스 로버트 맬서스와 폴 R. 에를리히(Paul R. Ehrlich) 등의 학자들의 인구학에 대한 관점을 지지했다. 또한, 아시모프는 그의 마지막 논픽션 책이자 프레더릭 폴과 공동 집필한 《Our Angry Earth》(1991)에서 인구 과잉, 석유 의존, 전쟁과 지구 온난화, 오존층 파괴 등의 환경 오염에 대해 다루었다.

1988년 빌 모이어스와의 인터뷰에서 빌 모이어스가 "인구의 증가가 지금과 같은 속도로 늘어난다면 인간의 존엄성에 대해 어떤 일이 일어날 것이라고 생각하십니까?"라고 질문하자 아시모프는 다음과 같이 대답했다:
| “ | 인구 과잉은 모든 것을 파괴할 것입니다. 현재는 아파트에 20명이 살고 화장실이 2개씩 있지만, 미래에는 그런건 없을 것입니다. 화장실에 갈 때마다 문을 두드리고 "아직 끝나지 않았나요?"라고 외치며 기다려야 하고, 화장실에 갈 시간도 사람마다 정해야 하고, 민주주의, 인간의 존엄성, 편리함과 품위는 모두 살아남을 수 없습니다. 더 인구가 늘어나면 삶의 가치가 떨어질 뿐만 아니라 아예 사라질 것입니다. | ” |
|   | — 아이작 아시모프, 1988년 |   |

### 다른 작가의 저작물
아시모프는 J. R. R. 톨킨의 글을 즐겨 읽었고, 심지어는 《반지의 제왕》의 일부를 자신의 책인 《Black Widowers》의 줄거리로 삼기도 했다. 또한, 1981년 1월에 《All or Nothing》라는 수필에서 자신이 톨킨을 존경하고 《반지의 제왕》을 다섯 번 읽었다고 밝혔다.
아시모프는 할런 엘리슨에 대해 "나보다 더 능숙하고, 세계 최고의 작가 중 한 명이다."라고 말하며, 일부 작가들이 자신보다 뛰어남을 인정했다. 1967년에는 뉴 웨이브의 영향력이 커지는 것을 "나는 과학이 있는 과학소설을 원한다. 과학이 결여된 과학소설은 진정한 과학소설이 아니라고 생각한다. 또, 과학이 더 좋아지고 더 진실할수록 과학소설도 더 좋아진다고 생각한다."라며 반대했다.

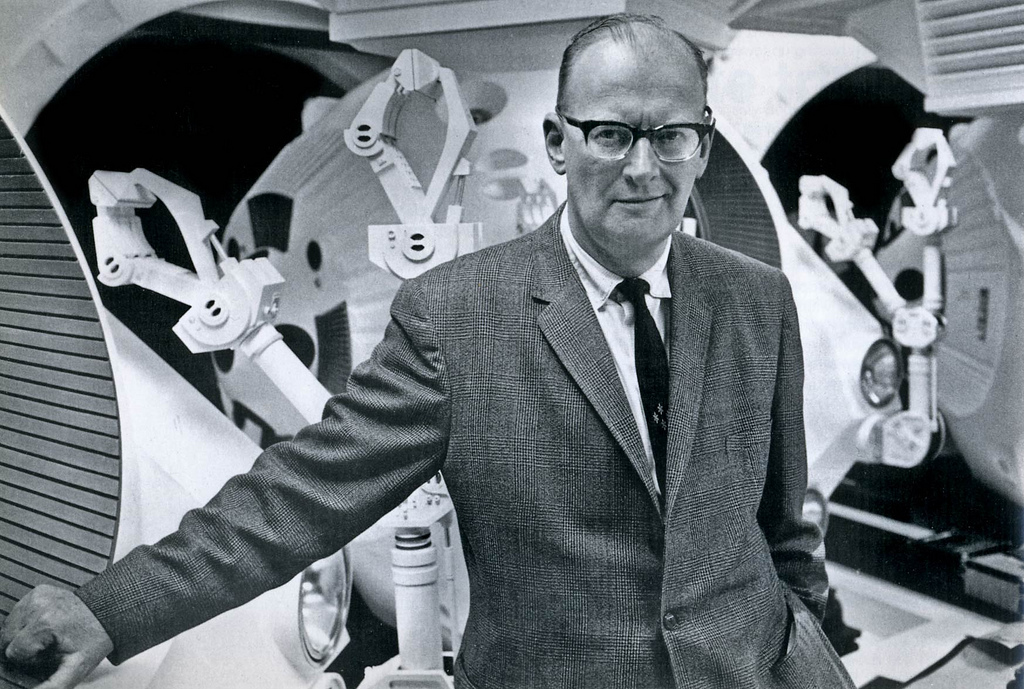
아시모프와 깊은 우정을 나눴던 아서 C. 클라크의 1965년 모습.

아시모프와 아서 C. 클라크의 우정과 서로 간의 존경심은 두 작가가 택시를 타면서 이야기한 "파크가 클라크-아시모프 협상"(Clarke-Asimov Treaty of Park Avenue)으로 이어졌다. 이 협상은 아시모프가 클라크를 세계 최고의 SF 작가라고 이야기하고, 클라크가 아시모프를 세계에서 가장 좋은 SF 작가라고 이야기 하는 것, 즉, 서로 최고의 SF 작가라고 이야기하는 것이었다. 이는 아서 C. 클라크의 책 《Report on Planet Three》(1972)에서 클라크가 "'파크가 클라크-아시모프 협상'에 따라서, 세계에거 가장 뛰어난 SF 작가가 이 책을 세계에서 가장 좋은 SF 작가에게 바칩니다."고 쓰도록 만들었다.
아시모프는 앞부분보다 뒷부분을 먼저 읽는 것을 선호했는데, 그는 이 이유를 "어떤 경우에는 참을성이 없었고, 어떤 경우에는 내가 쓴 것보다 좋거나 좋지 않아서."라고 말했다. 말년에 그는 추리소설의 팬이 되기도 하여, 추리소설을 쓰기도 하였다. 그러면서 "내가 추리소설을 쓰면서 애거사 크리스티를 롤모델로 삼는 것을 나는 비밀로 하지 않았다. 내 생각에 그녀의 추리소설은 셜록 홈즈보다 뛰어난 소설이며, 그녀의 소설 속 에르퀼 푸아로는 최고의 탐정이다. 내가 최고로 생각하는 사람을 내 롤모델로 삼지 말아야 하는 이유는 무엇입니까?"라고 말했다. 그는 《셜록 홈즈》를 즐겨 읽었지만, 작가인 아서 코난 도일은 "멍청하고 엉성한 작가"로 여겼다.
또한, 아시모프는 유머스러운 글, 특히 P. G. 우드하우스의 글을 즐겨 읽었다.
아시모프는 논픽션 글 중에서 마틴 가드너가 저술한 글들에 감탄했고, 아시모프의 과학 책들에서 이를 따라하려고 했다. 1965년에 아시모프는 가드너를 만났고, 그 자리에서 이를 말했다. 이에 가드너는 자신도 아시모프의 글에 영향을 받았다고 답했다.

## 영향
노벨 경제학상을 수상한 폴 크루그먼은 자신이 아시모프가 소설에서 활용한 가상의 "심리역사학"이라는 개념이 경제학에 관심을 주는 데에 큰 역할을 했다고 밝혔다.
존 젠킨스(John Jenkins)는 아시모프가 집필한 것들을 대부분 읽고는, "1950년대 이후 대부분의 SF 작가들은 아시모프의 영향을 받아 자신의 스타일을 잡거나, 의도적으로 아시모프와 비슷한 스타일을 피하려고 했다."고 말했다. 또한, 아시모프는 버트런드 러셀과 칼 포퍼 등의 인물들과 20세기에 가장 저명한 학제간 연구학자로 꼽혔으며, 제임스 L. 크리스찬(James L. Christian)은 "일부 독자들이 책의 개요를 아시모프보다 더 잘 이해할 정도로, 아시모프는 그가 전문가, 지식 있는 권위자로서 집필한 500권의 책은 상상할 수 있는 거의 모든 분야에 걸쳐 있다. 아시모프가 집필한 분야는 과학소설과 과학, 역사, 문학, 종교 등이 있다."고 말했다.

## 저작물 목록
| “ | 40년 동안, 나는 하루 평균 1,000단어씩 글을 썼다. 첫 번째 20년이 지나고, 두 번째 20년 동안에는 하루에 1,700단어씩 썼다. | ” |
|   | — 아이작 아시모프, 1994년                                                                                              |   |

여러 계산법에 따라, 아시모프의 저작물에는 500권이 넘는 책이 있을 수 있다. 뿐만 아니라, 집계한 저작물에서 제외한 단편 소설, 개별적인 수필과 비평도 추가로 존재한다. 아시모프는 자신이 출판한 100권, 200권, 300권의 책들을 기념하기 위해 각각 《Opus 100》(1969), 《Opus 200》(1979), 《Opus 300》(1984)을 쓰기도 하였으며, 그의 사후, 그의 광범위한 저작물 목록은 에드 세일러(Ed Seiler)가 정리하였다. 아시모프는 책 집필 속도를 분석할 수 있을 정도로 책 출판이 잦았는데, 이는 아시모프가 말년에 갈수록 집필이 빨라졌음을 보여준다.
웨스트버지니아 대학교 도서관에서는 "아시모프 컬렉션 온라인 전시회"를 진행하였는데, 전시회에는 600권이 넘는 책, 오디오 및 비디오 녹음, 게임과 자료에 대한 설명이 포함되어 있었다. 이는 아시모프의 많은 초판들, 한정판, 친필 사인판 등이 도서관의 자료실에 있었기에 가능했다. 책 표지와, 친필 사인은 아시모프의 저작물에 대한 설명과 함께 온라인에서 제공된다.

## TV, 영화, 음악 출연 및 참여
- 알란 파슨스 프로젝트의 《I Robot》.
- 《The Last Word》(1959).[231]
- 《The Dick Cavett Show》(1968), 1968부터 1971년 사이에 총 4회 출연.[232]
- 《The Nature of Things》(1969).[233]
- 1969년, 아폴로 11호의 ABC 뉴스의 보도 도중, 프레더릭 폴과 로드 설링과의 인터뷰.[234]
- 《데이비드 프로스트의 인터뷰 프로그램》, 1969년 9월. 프로스트가 아시모프에게 신을 찾으려고 한 적이 있냐고 묻자, 아시모프는 "신은 나보다 훨씬 지성적입니다. 그러니 신이 나를 찾도록 하십시오."라고 답했다.[235]
- BBC의 《It's About Time》(1979), 더들리 무어가 진행.
- 《Target ... Earth?》(1980).
- 《The David Letterman Show》(1980).[236]
- NBC의 《Speaking Freely》, 에드윈 뉴먼과의 인터뷰.
- 스터즈 터클과 캘빈 트릴린이 주최한 ARTS 네트워크 토크쇼(1982).
- 《Oltre New York》(1986).[237]
- 《Voyage to the Outer Planets and Beyond》(1986).[238]
- 《간다라》(1987), 르네 랄루가 제작한 애니메이션 영화, 아시모프는 간다라의 영어 번역본을 작성했다.[239][240]
- 《빌 모이어스의 인터뷰》(1988).[241]
- 《Stranieri in America》(1988).[242]

## 각색
- 아시모프의 《Liar!》를 각색한 안토니오 라라 데 가빌란(Antonio Lara de Gavilán)의 《El robot embustero》(1966).
- 아시모프의 《The End of Eternity》를 각색한 안드라스 러이너이(András Rajnai)의 《A halhatatlanság halála》(1977).
- 아시모프의 《The Ugly Little Boy》를 각색한 베리 모스의 《Ugly Little Boy》(1977).
- 아시모프의 《All the Troubles of the World》를 각색한 다이앤 하아크 에드슨(Dianne Haak-Edson)의 《All the Troubles of the World》(1978).
- 아시모프의 《The End of Eternity》를 각색한 안드레이 예르마쉬(Andrei Yermash)의 《Andrei Yermash》(1987).
- 아시모프의 《Nightfall》을 각색한 폴 메이어스버그의 《Nightfall》(1988).
- 아시모프의 《로봇 시리즈》를 기반으로 한 더그 스미스(Doug Smith)와 킴 타칼(Kim Takal)의 《Robots》(1988).
- 아시모프의 이야기들을 바탕으로 한 리차드 클레터(Richard Kletter)의 《Feeling 109》(1988).
- 아시모프의 이야기들을 바탕으로 한 리차드 클레터(Richard Kletter)의 《The Android Affair》(1995).
- 아시모프의 《The Positronic Man》과 《바이센테니얼맨》을 각색한 크리스 콜럼버스의 《바이센테니얼 맨》(1999).
- 아시모프의 《Nightfall》을 각색한 기네스 기비(Gwyneth Gibby)의 《Nightfall》(2000).
- 아시모프의 《로봇 시리즈》를 통해 얻은 아이디어로 알렉스 프로야스가 제작한 《아이, 로봇》(2004).
- 아시모프의 《The Death Dealers》을 각색한 베다드 아반드 아미니(Behdad Avand Amini)의 《Formula of Death》(2012).
- 아시모프의 《Spell My Name with an S》를 각색한 사무엘 알리(Samuel Ali)의 《Spell My Name with an S》(2014).
- 아시모프의 《파운데이션 시리즈》를 바탕으로 한 데이비드 S. 고이어와 조시 프리드먼의 《파운데이션 드라마》(2021).[243][244]

## 소설화
- 바디 캡슐(1966)을 아시모프가 소설화한 《Fantastic Voyage》(1972).

### 내용주
1. 1 2 3  그는 자신의 생일이 1920년 1월 2일보다 늦을 수는 없고, 빠를 수는 있다고 이야기했는데, 이는 히브리력과 율리우스력의 기록 부족 때문이다.
2. ↑  아이작 아시모프의 동생인 스탠리 아시모프는 1996년에 그가 활동하는 동안 받은 편지는 10만 개 정도라고 예상했고, 대부분을 답변했다고 말했다.
3. ↑  《아이, 로봇》은 아시모프가 처음으로 사용한 제목이 아니며, 오토 바인더(Eando Binder)의 단편 소설 제목에서 처음 사용되었다.
4. ↑  아시모프는 1958년부터 1981년까지 소설을 단 4권만 출판했는데, 그마저도 두 권은 밝혀지지 않았다.
5. ↑  400번째 칼럼은 그의 아내인 자넷이 그가 예전에 썼던 글에서 발췌한 내용이다.
6. ↑  Asimov, Isaac. 《In Joy Still Felt》. 464-465쪽. : "내가 지금까지 작업한 책들 중에서 《아시모프의 셰익스피어 안내서》가 매일 나에게 가장 큰 즐거움을 준 것 같다. 몇 달 동안 나는 셰익스피어만을 생각하며 생활했는데, 어떻게 매일 즐거웠는지 모르겠다."
7. ↑  Isaac, Asimov (1994). 《I, Asimov: A Memoir》. : 1948년에 이스라엘이 건국되고 친구들이 기뻐하며 파티를 열었을 때 나는 파티의 해골이었다. 나중에 나는 "우린 우리 스스로 빈민가를 짓고 있다. 게다가 우릴 절대 용서하지 않을 이슬람교도들에게 둘러쌓여 있다."라고 말했다. 다른 사람들은 "유대인은 조국을 가질 권리가 없나요?"라고 반박했지만, 나는 "사실, 어떤 민족도 조국을 가질 권리가 없다. 나는 국가를 믿지 않는다. 시온주의자도 아니다. 시온주의는 세계를 괴롭힐 국가를 하나 더 만들 뿐이다."고 말했다.
8. ↑  J. R. R. 톨킨도 아시모프의 책을 즐겨 읽었다고 한다. 그러면서 톨킨은 이전에 말했던 자신이 "흥미있는 현대 책"을 찾지 못했다는 말에서 아시모프의 책을 예외로 둔다고 덧붙였다.[213]

### 참조주
1. ↑  Freedman, Carl (2000). 《Critical Theory and Science Fiction》.
2. ↑  “Isaac Asimov Books - Biography and List of Works - Author of 'Foundation'”. 2021년 12월 11일에 확인함.
3. ↑  “1966 Hugo Awards” (미국 영어). 2007년 7월 26일. 2021년 12월 11일에 확인함.
4. ↑  Isaac Asimov (1994). 《I. Asimov》. Doubleday. 475-476쪽. ISBN 978-0-385-41701-3.
5. ↑  Asimov, Isaac (1969). 《So [Walter Bradbury] said, 'Use a pseudonym.' And I did. I chose Paul French ...》. Houghton Mifflin Harcourt.
6. ↑  Isaac Asimov (1994). 《I. Asimov》. Doubleday. 500쪽. ISBN 978-0-385-41701-3.
7. ↑  “IAU Minor Planet Center”. 2021년 12월 11일에 확인함.
8. ↑  “Planetary Names: Crater, craters: Asimov on Mars”. 2021년 12월 11일에 확인함.
9. ↑  “The Martian Craters Asimov and Danielson” (영어). 2021년 12월 11일에 확인함.
10. ↑  “School” (영어). 2018년 8월 6일에 원본 문서에서 보존된 문서. 2021년 12월 11일에 확인함.
11. ↑  Kupperberg, Paul (2007). 《Careers in robotics》. New York : Rosen Pub. ISBN 978-1-4042-0956-5.
12. ↑  《In Memory Yet Green》. 12쪽.
13. ↑  《In Memory Yet Green》. 8, 10-11쪽.
14. ↑  《In Memory Yet Green》. 11쪽.
15. ↑  Asimov, Isaac (1987). 《The Best Science Fiction of Isaac Asimov》. Grafton Books. 243쪽.
16. ↑  《In Memory Yet Green》. 8, 22, 30쪽.
17. ↑  Asimov, Isaac (1994). 《I. Asimov: A Memoir》. 557쪽.
18. ↑  《In Memory Yet Green》. 3-4쪽.
19. ↑  Asimov, Isaac (2009). 《Asimov: A Memoir, ch. 5》. 랜덤하우스. 3-4쪽. ISBN 0-307-57353-2.
20. ↑  Asimov, Isaac (1975). 《Before the Golden Age》. Orbit. 4쪽. ISBN 0-86007-803-5.
21. ↑  “Isaac Asimov FAQ”. 2021년 12월 12일에 확인함.
22. ↑  “Marcia Repanes Obituary (2011) Newsday”. 2021년 12월 12일에 확인함.
23. ↑  “Stanley Asimov, 66, Newsday Executive”. 《The New York Times》 (미국 영어). 1995년 8월 17일. ISSN 0362-4331. 2021년 12월 12일에 확인함.
24. ↑  《In Memory Yet Green》. 661쪽.
25. ↑  《In Memory Yet Green》. 40-41쪽.
26. ↑  Asimov, Isaac; Asimov, Janet (2002). 《It's been a good life》. Amherst, N.Y. : Prometheus Books. ISBN 978-1-57392-968-4.
27. ↑  《In Memory Yet Green》. 47-48쪽.
28. ↑  Asimov, Isaac (2009). 《Asimov: A Memoir, ch. 5》. 랜덤하우스. 2-3쪽.
29. ↑  Asimov, Isaac (1980). 《In memory yet green : the autobiography of Isaac Asimov, 1920-1954》. New York, NY : Avon. ISBN 978-0-380-75432-8.
30. ↑  《In Memory Yet Green》. 51-52쪽.
31. ↑  “"An Interview with Isaac Asimov"- by Phil Konstantin”. 2021년 12월 12일에 확인함.
32. 1 2  Francisco, Iain Thomson in San. “From Soviet to science fiction icon, the weird life of Isaac Asimov 100 years on” (영어). 2021년 12월 12일에 확인함.
33. 1 2  Leslie, David. 《Isaac Asimov: centenary of the great explainer》. 614-616쪽.
34. 1 2  Leslie, David. 《The Early Asimov Volume 1》. Panther Books. 10쪽.
35. ↑  《In Memory Yet Green》. 156-157, 159-160, 240쪽.
36. ↑  《In Memory Yet Green》. 552쪽.
37. ↑  《In Memory Yet Green》. 298-299쪽.
38. ↑  “Isaac Asimov FAQ”. 2021년 12월 12일에 확인함.
39. ↑  “Sci-Phi: Isaac Asimov’s West Philly Years” (미국 영어). 2021년 12월 12일에 확인함.
40. 1 2  《In Memory Yet Green》. 473쪽.
41. ↑  《In Memory Yet Green》. 467-468쪽.
42. 1 2  Asimov, Isaac (1972). 《The early Asimov; or, Eleven years of trying》. Garden City, N.Y., Doubleday. 560-564쪽.
43. 1 2  “Isaac Asimov Interview with Don Swaim”. 《웨이백 머신》. 2008년 11월 26일. 2008년 9월 26일에 원본 문서에서 보존된 문서. 2021년 12월 13일에 확인함.
44. ↑  Asimov, Isaac (1975). 《Buy Jupiter and Other Stories》. 112쪽.
45. ↑  Asimov, Isaac (1994). 《I. Asimov: A Memoir》. 195-200쪽.
46. ↑  Asimov, I. (1973년 1월 1일). 《The tragedy of the moon.》.
47. 1 2 3 4 5 6 7 8  “Isaac Asimov: Man of 7,560,000 Words”. 2021년 12월 13일에 확인함.
48. ↑  Asimov, Isaac (1994). 《I. Asimov: A Memoir》. 199쪽.
49. ↑  Asimov, Isaac (1994). 《In Joy Still Felt》. 353-355쪽.
50. ↑  “Collection - Howard Gotlieb Archival Research Center”. 2016년 8월 14일에 원본 문서에서 보존된 문서. 2021년 12월 13일에 확인함.
51. ↑  “Isaac Asimov Asks, “How Do People Get New Ideas?”” (영어). 2021년 12월 13일에 확인함.
52. ↑  Dean, James. “The write stuff: Asimov’s secret Cold War mission” (영어). ISSN 0140-0460. 2021년 12월 13일에 확인함.
53. ↑  《In Memory Yet Green》. 351쪽.
54. ↑  “Gertrude Asimov (Blugerman)”. 2021년 12월 13일에 확인함.
55. ↑  《In Memory Yet Green》. 364쪽.
56. ↑  Asimov, Isaac (1975). 《Buy Jupiter and Other Stories》. 205쪽.
57. ↑  “Isaac Asimov FAQ”. 2021년 12월 13일에 확인함.
58. ↑  Asimov, Isaac (1969). 《Nightfall, and other stories》. Garden City, N.Y., Doubleday.
59. ↑  《In Memory Yet Green》. 355, 366, 476, 480–481, 532, 560–563, 623쪽.
60. ↑  Asimov, Isaac (1980). 《In joy still felt : the autobiography of Isaac Asimov, 1954-1978》. Garden City, N.Y. : Doubleday. ISBN 978-0-385-15544-1.
61. ↑  “폴리스타임즈 : 김미정 기자의 올바른 성교육(제40)”. 2021년 12월 13일에 확인함.
62. ↑  Isaac Asimov (1994). 《I. Asimov》. Doubleday. 129-131쪽. ISBN 978-0-385-41701-3.
63. ↑  Asimov, Isaac (1973). 〈16〉. 《The Cruise and I》.
64. 1 2 3 4  Isaac Asimov (1994). 《I. Asimov》. Doubleday. 125-129쪽. ISBN 978-0-385-41701-3.
65. ↑  “ASIMOV IN THE UK (1974)”. 2021년 12월 14일에 확인함.
66. ↑  Platt, Charles (1978). 《A Visit with Isaac Asimov》. 28-31쪽. ISBN 9780345278296.
67. ↑  《In Memory Yet Green》. 22쪽.
68. ↑  published, Sarah Lewin (2018년 10월 23일). “Asimov's Sword: Excerpt from 'Astounding' History of Science Fiction” (영어). 2021년 12월 14일에 확인함.
69. ↑  “Harlan Ellison, Isaac Asimov, Studs Terkel together in 1982 video” (미국 영어). 2021년 12월 14일에 확인함.
70. ↑  Asimov, Isaac. 《In Joy Still Felt》. 677쪽.
71. ↑  Asimov, Isaac. 《Asimov Laughs Again》. New York: HarperCollins Publishers. ISBN 0-06-016826-9.
72. ↑  “The Wolfe Pack - The Official Nero Wolfe Literary Society”. 2021년 12월 15일에 확인함.
73. ↑  White, Michael. 《Isaac Asimov: A Life of the Grand Master of Science Fiction》. 83, 219-220쪽.
74. ↑  Asimov, Isaac. 《I. Asimov, a Memoir》. 376-377쪽.
75. ↑  Asimov, Isaac. 《More Tales of the Black Widowers》. 233쪽.
76. ↑  Asimov, Isaac. 《In Joy Still Felt》. 699-700쪽.
77. ↑  “Humanist Manifesto II”. 2012년 10월 20일. 2012년 10월 20일에 원본 문서에서 보존된 문서. 2021년 12월 15일에 확인함.
78. 1 2 3  “Isaac Asimov” (영어). Guardian. 2008년 7월 22일. 2021년 12월 15일에 확인함.
79. ↑  Kreidler, Marc (2010년 1월 12일). “Sixteen Notable Figures in Science and Skepticism Elected CSI Fellows Center for Inquiry” (미국 영어). 2021년 12월 15일에 확인함.
80. ↑  “Review: There is always an alternative” (미국 영어). 2021년 12월 15일에 확인함.
81. ↑  Kreidler, Marc (2019년 2월 4일). “About the Committee for Skeptical Inquiry | Skeptical Inquirer” (미국 영어). 2021년 12월 15일에 확인함.
82. ↑  “CSI | The Pantheon of Skeptics”. 2012년 10월 13일. 2012년 10월 13일에 원본 문서에서 보존된 문서. 2021년 12월 15일에 확인함.
83. ↑  “A Conversation with James Randi”. Center For Inquiry. 2020년 1월 28일.
84. ↑  Asimov, Isaac (1980). 《In joy still felt : the autobiography of Isaac Asimov, 1954-1978》. Garden City, N.Y. : Doubleday. 546–547쪽. ISBN 978-0-385-15544-1.
85. ↑  Asimov, Isaac. 《I, Asimov: A Memoir》. 380쪽.
86. ↑  Asimov, Isaac. 《In Joy Still Felt》. E5쪽.
87. 1 2 3 4  “Isaac Asimov FAQ”. 2021년 12월 15일에 확인함.
88. 1 2  “Widow reveals Isaac Asimov died from Aids”. 선데이 타임스. 2002년 5월 17일.
89. 1 2  Rothstein, Mervyn (1992년 4월 7일). “Isaac Asimov, Whose Thoughts and Books Traveled the Universe, Is Dead at 72”. 《The New York Times》 (미국 영어). ISSN 0362-4331. 2021년 12월 15일에 확인함.
90. ↑  Bock, Hal (1992년 4월 9일). 《Ashe says transfusion gave him AIDS: Former tennis star blames tainted blood received during 1983 bypass surgery》. 500쪽.
91. ↑  Asimov, Isaac. 《It's Been a Good Life》. 251-253쪽. ISBN 978-1-57392-968-4.
92. 1 2  “Locus Online: Letter from Janet Asimov”. 2021년 12월 15일에 확인함.
93. ↑  Asimov, Isaac (1969). 《Nightfall, and other stories》. 205, 244쪽.
94. ↑  《Prelude to Foundation》. 1988.
95. 1 2  Asimov, Isaac. 《Yours, Isaac Asimov》. 329쪽.
96. ↑  “Asimov Essays about psychology”. 2021년 12월 16일에 확인함.
97. ↑  “Index Translationum database”. 웨이백 머신. 2014년 6월 24일.
98. ↑  Asimov, Isaac. 《In Joy Still Felt》. 286-287쪽.
99. ↑  “Video: Asimov at 391 (1988)”. 1998.
100. ↑  《In Memory Yet Green》. 208-212쪽.
101. ↑  Gunn, James E. (1982). 《Isaac Asimov, the foundations of science fiction》. Oxford ; New York : Oxford University Press. 12-13, 20쪽. ISBN 978-0-19-503060-0.
102. ↑  Asimov, Isaac (1972). 《The early Asimov; or, Eleven years of trying》. Garden City, N.Y., Doubleday. 1-9쪽.
103. 1 2  Asimov, Isaac. 《The early Asimov; or, Eleven years of trying》. 25-28쪽.
104. 1 2 3  Asimov, Isaac (1972). 《The early Asimov; or, Eleven years of trying》. 79-82쪽.
105. ↑  Asimov, Isaac (1972). 《The early Asimov; or, Eleven years of trying》. 25-28쪽.
106. ↑  Asimov, Isaac (1972). 《The early Asimov; or, Eleven years of trying》. 245쪽.
107. ↑  Asimov, Isaac (1972). 《The early Asimov; or, Eleven years of trying》. 166-169쪽.
108. 1 2  Asimov, Isaac (1972). 《The early Asimov; or, Eleven years of trying》. 335-339쪽.
109. ↑  Asimov, Isaac (1969). 《Nightfall and Other Stories》. 9-10쪽.
110. ↑  Bretnor, Reginald (1953). 《Modern Science Fiction: Its Meaning and Its Future》. 157-159쪽.
111. ↑  Asimov, Isaac (1972). 《The early Asimov; or, Eleven years of trying》. 390-397쪽.
112. ↑  박, 현제. “④파운데이션 - 아이작 아시모프 [박현제의 내 인생의 책]”. 2021년 12월 22일에 확인함.
113. ↑  “Clarkesworld Magazine - Science Fiction & Fantasy” (미국 영어). 2021년 12월 22일에 확인함.
114. ↑  “The Long List of Hugo Awards, 1966”. 《웨이백 머신》. 2016년 4월 3일. 2016년 4월 3일에 원본 문서에서 보존된 문서. 2021년 12월 22일에 확인함.
115. ↑  이재유. “SF거장 아이작 아시모프 ‘파운데이션’ 시리즈 출간”. 2021년 12월 22일에 확인함.
116. ↑  Asimov, Isaac (1972). 《The early Asimov; or, Eleven years of trying》. 442-433쪽.
117. ↑  Asimov, Isaac (1972). 《The early Asimov; or, Eleven years of trying》. 466-470쪽.
118. ↑  “Movie Poop Shoot - Michael Sampson gets to THE BOTTOM OF THINGS”. 2007년 2월 12일. 2007년 2월 12일에 원본 문서에서 보존된 문서. 2021년 12월 27일에 확인함.
119. ↑  “Series: Isaac Asimov's Robot Mysteries”. 2021년 12월 27일에 확인함.
120. ↑  “Series: Second Foundation Trilogy”. 2021년 12월 27일에 확인함.
121. ↑  “Publication: Psychohistorical Crisis”. 2021년 12월 27일에 확인함.
122. ↑  Asimov, Isaac (1972). 《The early Asimov; or, Eleven years of trying》. 488-501쪽.
123. ↑  Bould, Mark; Butler, Andrew; Roberts, Adam; Vint, Sherryl (2009년 3월 30일). 《The Routledge Companion to Science Fiction》 (영어). Routledge. 80-89쪽. ISBN 978-1-135-22836-1.
124. ↑  《In Memory Yet Green》. 627쪽.
125. 1 2 3 4  Asimov, Isaac (1974). 《The best of Isaac Asimov》. Garden City, N.Y., Doubleday. ISBN 978-0-385-05078-4.
126. 1 2  《Buy Jupiter and Other Stories》. 1975. 174쪽.
127. ↑  “The Locus Index to SF Awards: 1973 Locus Awards”. 2013년 10월 1일. 2012년 6월 19일에 원본 문서에서 보존된 문서. 2021년 12월 28일에 확인함.
128. ↑  《In Memory Yet Green》. 693쪽.
129. ↑  Asimov, Isaac (1969). 《Nightfall, and other stories》. Garden City, N.Y., Doubleday. 224쪽.
130. ↑  Asimov, Isaac. 《I. Asimov: A Memoir》. 428-429쪽.
131. ↑  Asimov, Isaac. 《I. Asimov: A Memoir》. 252-254쪽.
132. ↑  《Galaxy v23n05 (1965 06)》. Galaxy Science Fiction. 1965년 6월. 164-169쪽.
133. 1 2  Asimov, Isaac (1969). 《Nightfall, and other stories》. Garden City, N.Y., Doubleday. 321쪽.
134. ↑  “Asimov Essays From the Mag. of F&SF”. 2021년 12월 29일에 확인함.
135. ↑  Asimov, Isaac (1975년 2월). 《Thinking About Thinking》. New York: Mercury Press, Inc.
136. ↑  Asimov, Isaac (1967년 11월). 《Knock Plastic!》. New York: Mercury Press, Inc.
137. ↑  Asimov, Isaac (1975). 《Buy Jupiter》. 125쪽.
138. ↑  “The Long List of Hugo Awards, 1963”. 2017년 9월 30일. 2017년 9월 30일에 원본 문서에서 보존된 문서. 2021년 12월 30일에 확인함.
139. ↑  Asimov, Isaac. 〈65〉. 《I. Asimov: A Memoir》.
140. 1 2 3  Asimov, Isaac (1967년 8월). 《S. F. as a Stepping Stone》. Galaxy Science Fiction. 4, 6쪽.
141. ↑  〈30〉. 《In Memory Yet Green》.
142. ↑  Gale, Floyd C (1960년 8월). 《Galaxy's 5 Star Shelf》. Galaxy Science Fiction. 117-121, 144-147쪽.
143. ↑  Asimov, Isaac (1996). 《The Robot Chronicles》. Gold. 224-225쪽. ISBN 0-00-648202-3.
144. ↑  Asimov, Isaac (1983). 《4 The Word I Invented》. Counting the eons.
145. ↑  “Oxford Dictionary website”. 《웨이백 머신》 (영어). 2019년 5월 29일. 2021년 12월 31일에 원본 문서에서 보존된 문서. 2021년 12월 31일에 확인함.
146. ↑  Asimov, Isaac (1998년 6월). 《Psychohistory》. Isaac Asimov's Science Fiction. 4-8쪽. ISSN 0162-2188.
147. ↑  Asimov, Isaac (1965). 《The Greeks: A Great Adventure》. Boston: Houghton Mifflin.
148. ↑  Asimov, Isaac (1966). 《The Roman Republic》. Boston: Houghton Mifflin.
149. ↑  Asimov, Isaac (1967). 《The Roman Empire》. Boston: Houghton Mifflin.
150. ↑  Asimov, Isaac (1967). 《The Egyptians》. Boston: Houghton Mifflin.
151. ↑  Asimov, Isaac (1968). 《The Near East: 10,000 Years of History》. Boston: Houghton Mifflin.
152. ↑  Asimov, Isaac (1991). 《Asimov's Chronology of the World》. New York: HarperCollins.
153. ↑  Asimov, Isaac. 〈112〉. 《I. Asimov: A Memoir》.
154. ↑  Asimov, Isaac (1991). 《Puzzles of the Black Widowers》. Bantam Books: xiii.
155. ↑  Breen, Jon L. (1982). 《An Evening with the White Divorcés》. Hair of the Sleuthhound. 125-130쪽.
156. ↑  Breen, Jon L. (1982). 《An Evening with the White Divorcés》. Hair of the Sleuthhound. 131쪽.
157. 1 2  Asimov, Isaac (1971). 《Isaac Asimov's Treasury of Humor》. 뉴욕: 호튼 미플린. ISBN 0-395-12665-7.
158. 1 2  Asimov, Isaac (1992). 《Asimov Laughs Again》. London: HarperCollins. ISBN 0-06-016826-9.
159. ↑  〈569〉. 《In Joy Still Felt》.
160. ↑  Hines, Jim C. (2017년 11월 23일). “Don't Look Away: Fighting Sexual Harassment in the Scifi/Fantasy Community” (미국 영어). 2021년 12월 31일에 확인함.
161. ↑  Asimov, Isaac (1979). “In Memory Yet Green: The Autobiography of Isaac Asimov”. ISBN 0-385-13679-X.
162. ↑  Asimov, Isaac (1979). “In Joy Still Felt: The Autobiography of Isaac Asimov”. New York: Doubleday. ISBN 0-385-13679-X.
163. ↑  Asimov, Isaac (1994). “I. Asimov: A Memoir”. New York: Doubleday. ISBN 0-385-41701-2.
164. ↑  “1995 Hugo Awards” (미국 영어). 2007년 7월 26일. 2021년 12월 31일에 확인함.
165. ↑  Asimov, Isaac (1994). “It's Been a Good Life”. New York: Prometheus Books. ISBN 1-57392-968-9.
166. 1 2  Asimov, Isaac (1969). “Opus 100”. Boston: Houghton Mifflin.
167. 1 2  Asimov, Isaac (1979). “Opus 200”. 뉴욕: 호튼 미플린. ISBN 0-395-27625-X.
168. 1 2  Asimov, Isaac (1984). “Opus 300”. Boston: Houghton Mifflin. ISBN 0-395-36108-7.
169. ↑  Asimov, Janet; Asimov, Isaac (1987). 《How to enjoy writing : a book of aid and comfort》. New York, N.Y. : Walker. ISBN 978-0-8027-0945-5.
170. ↑  “How to Enjoy Writing: A Book of Aid and Comfort”. 2021년 12월 31일에 확인함.
171. ↑  “Letters of Note: Getting Star Trek on the air was impossible”. 2012년 6월 25일. 2020년 2월 11일에 원본 문서에서 보존된 문서. 2021년 12월 31일에 확인함.
172. ↑  Asimov, Isaac (1973). “The Week Excuse”. The Tragedy of the Moon. 48-58쪽. ISBN 0-440-18999-3.
173. ↑  Asimov, Isaac (1980). “On Style”. Houghton Mifflin Co.
174. 1 2  Asimov, Isaac (1972). 《The early Asimov; or, Eleven years of trying》. Garden City, N.Y., Doubleday. 142-145쪽.
175. ↑  Fallows, James (1982년 7월 1일). “Living With a Computer” (영어). 2022년 1월 3일에 확인함.
176. ↑  Gun, James (1980년 6월). 《On Variations on a Robot》. 56-81쪽.
177. ↑  Asimov, Isaac (1989년 10월). “Nemesis”.
178. ↑  Cowart, David; Wymer, Thomas L (1981). 《Dictionary of Literary Biography: Volume 8: Twentieth-Century American Science Fiction Writers》. Detroit: Gale Research. 15-29쪽.
179. ↑  Gunn, James E. (1982). 《Isaac Asimov: The Foundations of Science Fiction》. Oxford ; New York : Oxford University Press. ISBN 978-0-19-503060-0.
180. ↑  《Beyond the Golden Age》. 222-223쪽.
181. ↑  Jenkins, John. “Review of The Gods Themselves”. 2022년 1월 10일에 확인함.
182. ↑  “The Gods Themselves by Isaac Asimov” (영어). 2022년 1월 2일에 확인함.
183. ↑  Asimov, Isaac. 《I, Asimov: A Memoir》. 250쪽.
184. ↑  Eric Leif Davin (1926-1965). 《Partners in Wonder. Women and the Birth of Science Fiction》. 3-4쪽. ISBN 0739112678.
185. ↑  Asimov, Isaac (1980). 《In Joy Still Felt》. 567쪽.
186. ↑  Asimov, Isaac (1983). 《The Complete Robot》. Grafton Books. 327쪽.
187. ↑  Asimov, Isaac (1969). 《Nightfall, and other stories》. Garden City, N.Y., Doubleday. 164쪽.
188. ↑  《I. Asimov: A Memoir》. 11-14쪽.
189. ↑  《In Memory Yet Green》. 121쪽.
190. ↑  《In Memory Yet Green: The Autobiography of Isaac Asimov》. Doubleday. 1979.
191. ↑  Asimov, Isaac (1991). “Isaac Asimov's Science Fiction Magazine, Volume 15”: 8.
192. ↑  Isaac Asimov on Science and the Bible, 1982
193. ↑  “Isaac Asimov on religion”. Corvallis Secular Society. 1997. 2005년 11월 27일에 원본 문서에서 보존된 문서. 2022년 1월 24일에 확인함.
194. ↑  《I. Asimov: A Memoir》. 338쪽.
195. ↑  《I. Asimov: A Memoir》. 336-338쪽.
196. ↑  《Gold: The Final Science Fiction Collection》. 297-302쪽.
197. ↑  《In Joy Still Felt》. 503쪽.
198. ↑  Asimov, Isaac (1980). 《In joy still felt : the autobiography of Isaac Asimov, 1954-1978》. Garden City, N.Y. : Doubleday. 574쪽. ISBN 978-0-385-15544-1.
199. ↑  〈39〉. 《In Joy Still Felt》.
200. ↑  Skelding, Conor (2013년 11월 7일). “Was Isaac Asimov secretly "ROBPROF," a Soviet spy within the highest ranks of academia?” (미국 영어). 2022년 1월 26일에 확인함.
201. ↑  《In Memory Yet Green》.
202. 1 2  Asimov, Isaac (1996). 《Yours, Isaac Asimov》. ISBN 0-385-47624-8.
203. 1 2  “Bill Moyer's World of Ideas, Part I” (PDF). 1988년 10월 17일. 2012년 10월 1일에 원본 문서 (PDF)에서 보존된 문서.
204. ↑  “Isaac Asimov on His Hopes for the Future (Part Two)” (미국 영어). 1988년 10월 21일. 2015년 10월 6일에 원본 문서에서 보존된 문서. 2022년 1월 27일에 확인함.
205. ↑  “Space utilization” (미국 영어). Big Think. 2017년 9월 28일. 2018년 9월 30일에 원본 문서에서 보존된 문서. 2022년 1월 27일에 확인함.
206. ↑  “35 years ago, Isaac Asimov was asked by the Star to predict the world of 2019. Here is what he wrote”. 《The Toronto Star》 (캐나다 영어). 2018년 12월 27일. ISSN 0319-0781. 2021년 1월 26일에 원본 문서에서 보존된 문서. 2022년 1월 27일에 확인함.
207. ↑  Lee, Alec (2018). 《Astounding : John W. Campbell, Isaac Asimov, Robert A. Heinlein, L. Ron Hubbard, and the Golden Age of science fiction》. New York, NY: Dey St. ISBN 978-0-06-257194-6. OCLC 1030279844.
208. 1 2 3  Nevala-Lee, Alec (2020년 1월 7일). “Asimov's Empire, Asimov's Wall”. Public Books. 2022년 4월 1일에 원본 문서에서 보존된 문서. 2022년 3월 3일에 확인함.
209. ↑  Davin, Eric (2006). 《Partners in wonder : women and the birth of science fiction, 1926-1965》. MD: Lexington Books. ISBN 978-0-7391-1267-0. OCLC 1253442749.
210. ↑  Asimov, Isaac; Pohl, Frederik (1991). 《Our Angry Earth》. ISBN 0-312-85252-5.
211. ↑  Chow, Dan (1991년 9월). “Review: Our Angry Earth”. 《Locus》 (Oakland: Locus Publications).
212. ↑  Moyers, Bill; Flowers, Betty Sue (1989). 《A world of ideas : conversations with thoughtful men and women about American life today and the ideas shaping our future》. New York: Doubleday. 6쪽.
213. 1 2  Carpenter, Humphrey. 《The Letters of J. R. R. Tolkien》. Boston: Houghton Mifflin. 294쪽. ISBN 978-0-395-31555-2.
214. ↑  《I. Asimov: A Memoir》. 246쪽.
215. ↑  《I. Asimov: A Memoir》. 379쪽.
216. ↑  《I. Asimov: A Memoir》. 391쪽.
217. ↑  《In Memory Yet Green》. 90쪽.
218. ↑  《In Joy Still Felt》. 369쪽.
219. ↑  Krugman, Paul (2010년 8월 30일). “The Conscience of a Liberal, 'Who Are You Calling Dense?'"”. The New York Times.
220. ↑  Interview, U.S. Economist Krugman Wins Nobel Prize in Economics "PBS, Jim Lehrer News Hour" 보관됨 1월 22, 2014 - 웨이백 머신, October 13, 2008, transcript Retrieved October 14, 2008
221. ↑  The New York Times, August 6, 2009, "Up Front: Paul Krugman" 보관됨 1월 27, 2017 - 웨이백 머신
222. ↑  Jenkins, John. “Review of an Asimov biography, 'The Unauthorized Life”. 2012년 5월 7일에 원본 문서에서 보존된 문서.
223. ↑  Nissani, Moti (1997년 6월 1일). “Ten cheers for interdisciplinarity: The case for interdisciplinary knowledge and research”. 《The Social Science Journal》 34 (2): 201–216. doi:10.1016/S0362-3319(97)90051-3. ISSN 0362-3319.
224. ↑  Christian, James L. 《Philosophy: An Introduction to the Art of Wondering》. Cengage Learning. 66쪽.
225. ↑  《I. Asimov: A Memoir》. 562쪽.
226. ↑  Seiler, Edward; Hatcher, Richard (2014). “Just how many books did Asimov write?”. 2012년 10월 6일에 원본 문서에서 보존된 문서.
227. ↑  “Welcome to AsimovOnline”. 《www.asimovonline.com》. 2010년 10월 27일에 원본 문서에서 보존된 문서.
228. ↑  Ohlsson, Stellan (1992년 11월). “The Learning Curve for Writing Books: Evidence from Professor Asimov”. 《Psychological Science》 3 (6): 380–382. doi:10.1111/j.1467-9280.1992.tb00051.x. ISSN 0956-7976.
229. ↑  “WVU Libraries Asimov Collection”. 2013년 2월 4일에 원본 문서에서 보존된 문서. 2022년 2월 28일에 확인함.
230. ↑  “West Virginia and Regional History Center, Rare Books”. 《wvrhc.lib.wvu.edu》. 2020년 8월 3일에 원본 문서에서 보존된 문서.
231. ↑  《In Joy Still Felt》. 167쪽.
232. ↑  《In Joy Still Felt》. 464, 520–521, 569–570쪽.
233. ↑  “The Nature of Things" Episode dated 31 December 1969 (TV Episode 1969) - IMDb”.
234. ↑  Hsu, Tiffany (2019년 7월 15일). “The Apollo 11 Mission Was Also a Global Media Sensation”. 《The New York Times》 (미국 영어). ISSN 0362-4331. 2022년 1월 3일에 원본 문서에서 보존된 문서. 2021년 9월 14일에 확인함.
235. ↑  《In Joy Still Felt》. 502-503쪽.
236. ↑  “Isaac Asimov on The David Letterman Show, October 21, 1980”. 2022년 2월 28일에 원본 문서에서 보존된 문서. 2022년 2월 28일에 확인함.
237. ↑  “Oltre New York (TV Movie 1986) - IMDb”. 1986년 10월 10일.
238. ↑  “Voyage to the Outer Planets and Beyond (Video 1986) - IMDb”.
239. ↑  Maslin, Janet (1988년 5월 15일). “Animated 'Light Years'”. The New York Times. 2018년 10월 28일에 원본 문서에서 보존된 문서.
240. ↑  “Light Years”. 《AFI Catalog》. American Film Institute. 2021년 6월 5일에 원본 문서에서 보존된 문서.
241. ↑  “Isaac Asimov on His Faith in the Power of Human Reason” (미국 영어). 2022년 2월 28일에 확인함.
242. ↑  “Stranieri in America (TV Movie 1988) - IMDb”. 1988년 5월 5일.
243. ↑  “'Foundation' is an ambitious, uneven adaptation of a sci-fi classic” (영어). 2022년 2월 28일에 확인함.
244. ↑  “[SR문화] 애플 오리지널 콘텐츠 '파운데이션'·'포 올 맨카인드'·'서번트' 등 국내서 즐긴다”. 2021년 10월 25일. 2022년 2월 28일에 확인함.

### 참고 문헌
- Asimov, Isaac. 《In Memory Yet Green》 (1979), New York: Avon, ISBN 0-380-75432-0.
- 《In Joy Still Felt》 (1980), New York: Avon ISBN 0-380-53025-2.
- 《I. Asimov: A Memoir》 (1994), ISBN 0-385-41701-2 (hc), ISBN 0-553-56997-X (pb).
- 《Yours, Isaac Asimov》 (1996), edited by Stanley Asimov. New York: Doubleday ISBN 0-385-47624-8.
- 《It's Been a Good Life》 (2002), edited by Janet Asimov. ISBN 1-57392-968-9.
- Goldman, Stephen H., "Isaac Asimov", 《in Dictionary of Literary Biography》, Vol. 8, Cowart and Wymer eds. (Gale Research, 1981), pp. 15–29.
- Gunn, James. "On Variations on a Robot", 《Asimov's Science Fiction》, 1980년 6월, pp. 56–81.
- 《Isaac Asimov: The Foundations of Science Fiction》 (1982). ISBN 0-19-503060-5.
- 《The Science of Science-Fiction Writing》 (2000). ISBN 1-57886-011-3.
- Fiedler, Jean; Mele, Jim (1982). 《Isaac Asimov》. New York: Ungar. ISBN 0-8044-2203-6.
- Joseph D., Olander (1974). 《Isaac Asimov》. ISBN 978-0-8008-4257-4.
- Patrouch, Joseph F. (1977). 《The Science Fiction of Isaac Asimov》. Garden City, N.Y.: Doubleday. ISBN 0-385-08696-2.
- Touponce, William F. (1991). 《Isaac Asimov》. Boston: Twayne Publishers. ISBN 0-8057-7623-0.
- White, Michael (1994). 《Asimov: The Unauthorized Life》. Harmondsworth: Penguin. ISBN 0-14-004130-3.
- White, Michael (2005). 《Isaac Asimov: A Life of the Grand Master of Science Fiction》. Carroll & Graf Publishers. ISBN 0-7867-1518-9.

## 추가 문헌
- Booker, M. Keith, 편집. (2017). 《Critical Insights: Isaac Asimov》. Ipswich, MA: Salem Press. ISBN 978-1-682-17254-4.
- Käkelä, Jari (2016). 《The Cowboy Politics of an Enlightened Future: History, Expansionism, and Guardianship in Isaac Asimov's Science Fiction》. Helsinki: University of Helsinki. ISBN 978-951-51-2404-3. 2019년 7월 2일에 원본 문서에서 보존된 문서. 2016년 9월 13일에 확인함.
- Patrouch, Joseph (1974). 《The Science Fiction of Isaac Asimov》. New York: Doubleday. ISBN 978-0-385-08696-7.